# Monument van Victor Emanuel II

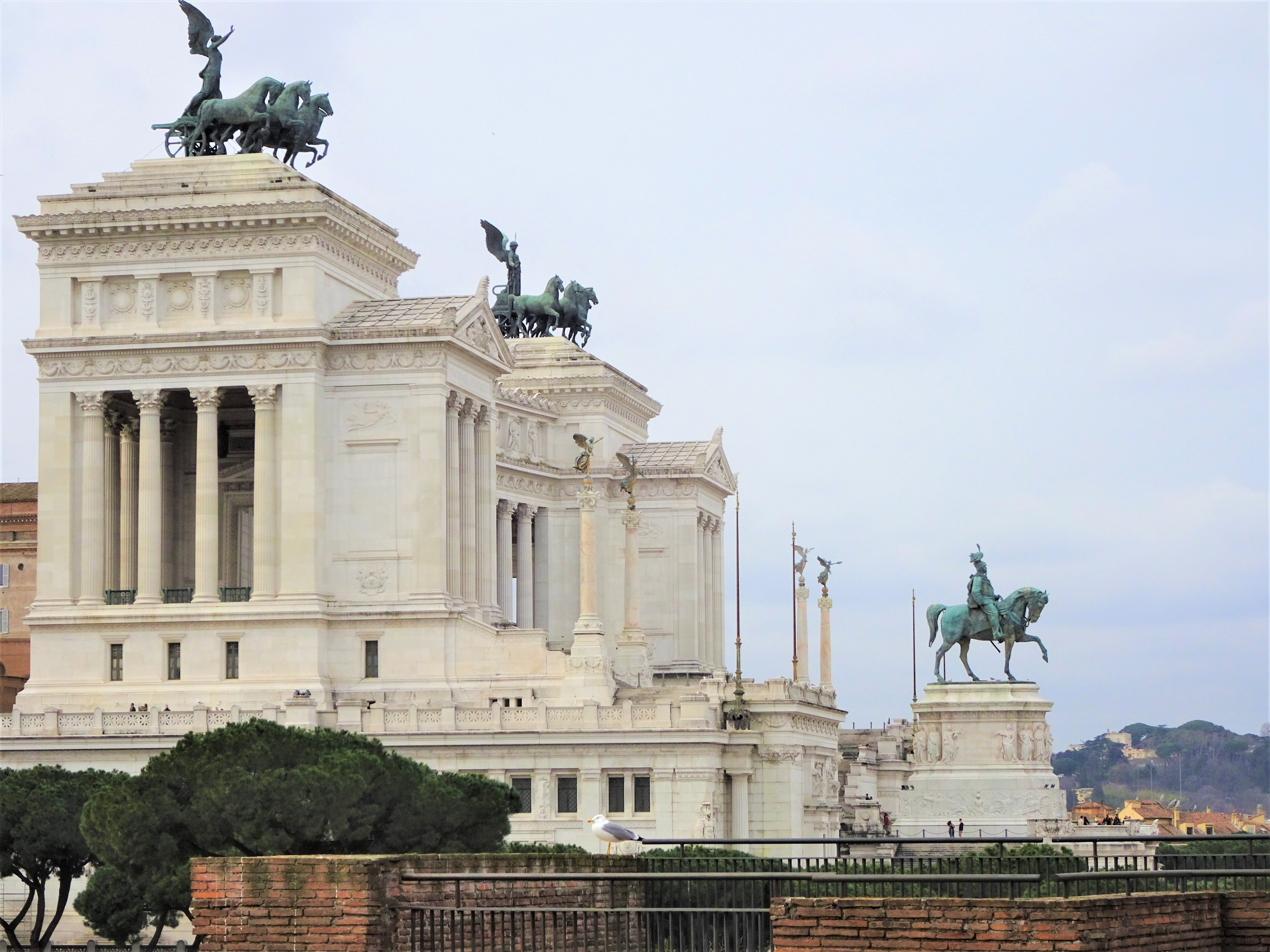
Het Vittoriano gezien vanaf de Markten van Trajanus.

Het Monument voor Victor Emanuel II, in Italië beter bekend als il Vittoriano, is een monument in de Italiaanse hoofdstad Rome. Het is opgericht ter ere van Victor Emanuel II, de eerste koning van het herenigde Italië, wiens kolossale ruiterstandbeeld de centrale plaats van het geheel inneemt. Tegelijk met hem eert het monument ook de eenmaking van Italië en de idealen die de jonge staat zijn burgers voorspiegelde.
Het imposante witte gebouw ligt op de noordelijke flank van de Capitoolheuvel en grenst aan Piazza Venezia. Door zijn omvang, kleur en centrale ligging is het Vittoriano het oriëntatiepunt bij uitstek in Rome.
Het monument is ontworpen door Giuseppe Sacconi. De constructie ervan werd aangevat in 1885 en was pas in 1935 volledig voltooid, maar het monument werd reeds in 1911 officieel ingehuldigd. 

## Benamingen van het monument
In het Italiaans is de officiële benaming "Monumento a Vittorio Emanuele II", maar vaak wordt het kortweg "il Vittoriano" genoemd. Ook leest men soms "il mole del Vittoriano" waarbij het woord mole betekent: "monumentale constructie van grote omvang en met een vrij zware indruk". Dit kan niet enkel voor het Vittoriano worden gebruikt maar ook voor andere imposante constructies.
Het geheel wordt ook vaak aangeduid als "Altare della Patria" (Altaar van het Vaderland), maar strikt genomen slaat die benaming enkel op het beeld van Dea Roma en het graf van de Onbekende Soldaat die in het Vittoriano zijn geïntegreerd (zie verder).
Gidsen die zich vooral toeleggen op anekdotes herinneren graag aan de smalende bijnamen die het monument wegens van zijn uitzicht heeft gekregen zoals "de bruidstaart", "de typemachine" en "het kunstgebit". Tegenstanders vinden het gebouw immers te kolossaal en niet passen in het historisch centrum van Rome. Bovendien moest voor de bouw ervan een oudere stadswijk worden gesloopt (zie hierna), wat onvermijdelijk leidde tot misnoegen. En het feit dat het Vittoriano in het interbellum sterk was gepromoot door het fascisme en een podium had geboden voor talrijke massamanifestaties, droeg in de decennia nadien allerminst bij tot de appreciatie voor het monument.

## De realisatie van het monument

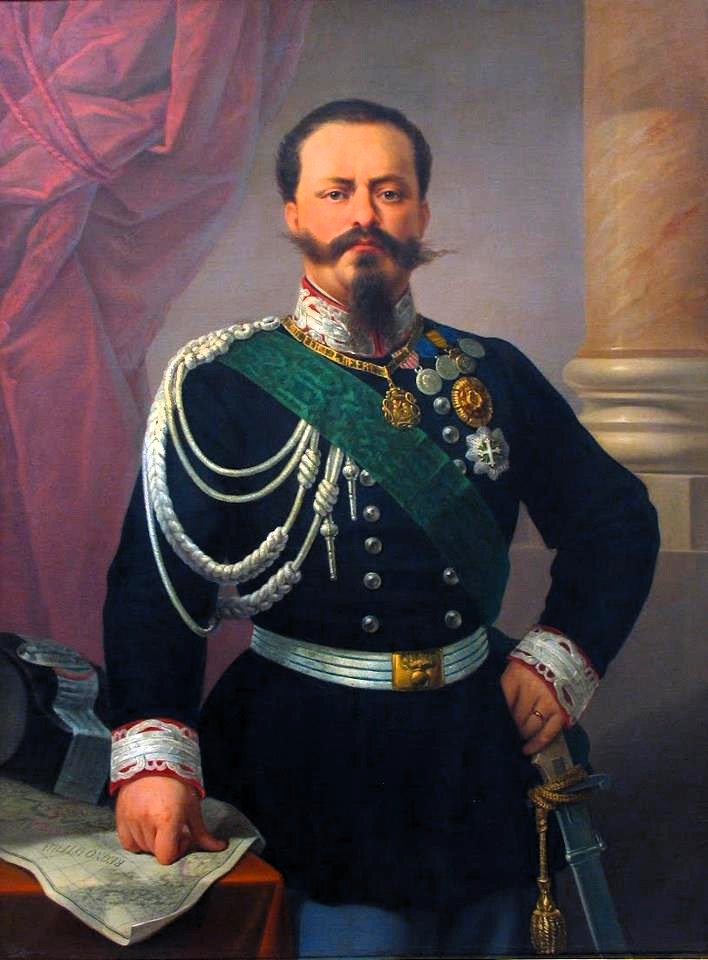
Portret van Victor Emanuel II door Andrea Bestighi, 1860

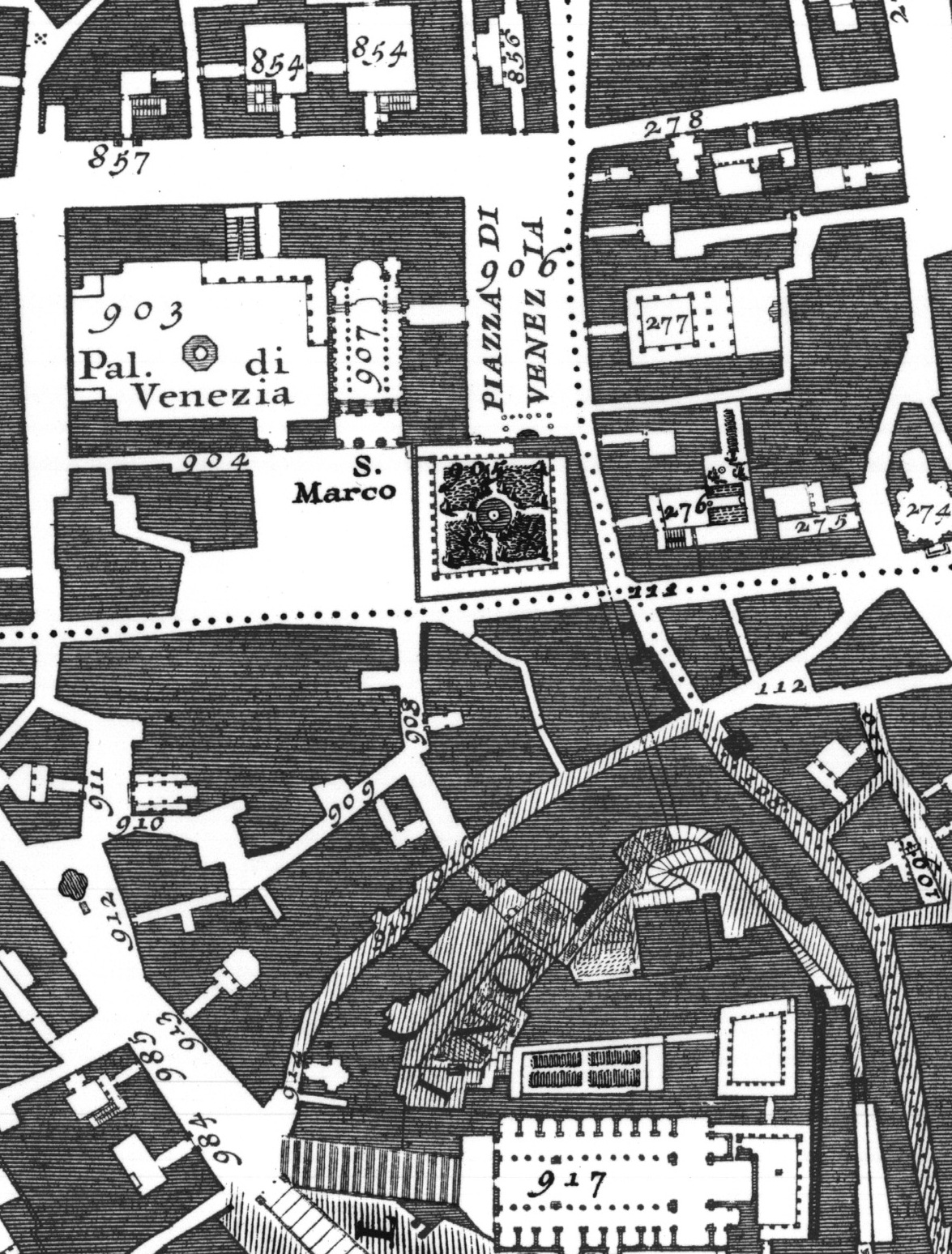
Piazza Venezia op het plan van Giambattista Nolli, 1748

In 1880, twee jaar na het overlijden van Victor Emanuel II, besliste het Italiaanse parlement op voorstel van de regering om een monument op te richten voor deze eerste koning van het pas eengemaakte Italië. Het is nooit de bedoeling geweest om het als grafmonument te bestemmen, aangezien deze koning reeds in 1878 was bijgezet in het Romeinse Pantheon, waar zijn monumentale graf zich nog steeds bevindt.
Voor het ontwerpen van het monument werd een internationale wedstrijd werd uitgeschreven, waarbij het uitzicht en zelfs de locatie in Rome vrij werden gelaten. Uit de 293 ingediende projecten werd dat van de Fransman Henri-Paul Nénot in 1882 als winnaar geselecteerd, maar zijn project werd niet gerealiseerd. Daarop werd een tweede wedstrijd uitgeschreven waaraan enkel Italianen mochten deelnemen. Nu werd bepaald dat het monument zou worden opgericht op de noordelijke flank van de Capitoolheuvel zodat het zou aanleunen bij de belangrijkste locaties uit de eeuwenoude geschiedenis van Rome, en dat het ontwerp moest bestaan uit een colonnade, grote trappartijen en een standbeeld van Victor Emanuel II. Uit de 98 inzendingen werd in 1884 het project van de architect Giuseppe Sacconi geselecteerd, en onder zijn leiding vingen de werken aan in 1885. Na het overlijden van Sacconi in 1905 werd de bouw verdergezet onder de leiding van de architecten Gaetano Koch, Manfredo Manfredi en Pio Piacentini. Aan de decoratie van het monument hebben de belangrijkste Italiaanse kunstenaars van einde 19e - begin  20e eeuw meegewerkt.
Als gevolg van technische en economische problemen sleepten de werkzaamheden lang aan. Op 4 juni 1911 werd het monument ingehuldigd, als hoogtepunt van de internationale tentoonstelling ter ere van de vijftigste verjaardag van de eenmaking van Italië. Toch was het op dat ogenblik nog lang niet afgewerkt: zo werd het graf van de Onbekende Soldaat in 1921 geïntegreerd in het Altaar van het Vaderland, en werden de vierspannen pas tussen 1925 en 1927 op de propyleeën geplaatst, en nadien moesten de decoratie en het interieur nog verder worden afgewerkt. In 1935, lang na de officiële inhuldiging, was het monument helemaal voltooid.
De noordflank van de Capitoolheuvel die door het wedstrijdreglement als locatie was bestemd, was reeds lang voor het einde van de 19e eeuw volledig bezet door andere gebouwen. Om daar plaats te bieden voor het Vittoriano waren dan ook zware urbanistische ingrepen nodig in hart van Rome. De belangrijkste gebouwen die tussen 1884 en 1899 werden afgebroken zijn:  
- de 16e-eeuwse Toren van paus Paulus III die nagenoeg stond op de plaats waar thans het ruiterstandbeeld van Victor Emanuel II staat;
- de brug, eveneens uit de 16e eeuw, die de Toren van Paulus III verbond met het Palazzetto Venezia (op het plan van Giambattista Nolli uit 1748: het vierkante gebouw onder de woorden Piazza Venezia);
- een groot deel van het middeleeuwse franciscaner klooster bij de basiliek van Santa Maria in Aracoeli. De kerk zelf (aangeduid met nummer 917 op het plan van Nolli) bleef daarbij gespaard;
- talrijke woonhuizen.

Niet enkel voor de bouw van het monument, maar ook voor het uitzicht erop moesten oudere gebouwen wijken: zie hierna.

## Structuur, stijl en symboliek
De structuur van het Vittoriano is geïnspireerd op het Zeusaltaar van Pergamon en op het heiligdom van Fortuna Primigenia in Palestrina. Het eerste bestaat in essentie in lange portiek, geflankeerd door twee propyleeën; het tweede is een tempelcomplex met verschillende trappartijen en terrassen, gebouwd tegen een heuvelflank.  
Door zijn neoklassieke stijl refereert het monument duidelijk aan het antieke verleden van Italië: het herhaalt Romeinse kunstvormen die op hun beurt zijn beïnvloed door de Griekse kunst. Dit blijkt zowel uit de structuur van het Vittoriano (de portiek, composietkapitelen, frontons ...) als uit de decoratie ervan. Ook het ruiterstandbeeld vindt zijn voorbeeld in de Oudheid, en wel in dat van keizer Marcus Aurelius op het vlakbij gelegen Capitoolplein. De twee vierspannen die het gebouw bekronen imiteren de gelijkaardige beeldengroepen die in de Oudheid opgesteld stonden op de Romeinse triomfbogen. De gevleugelde leeuwen naast de eerste trappartij doen dan weer denken aan de stijl van het Oude Nabije Oosten.    
De helling van de Capitoolheuvel waarop het monument werd aangelegd, bood aanleiding om te werken met vele trappartijen en terrassen op verschillende niveaus. Deze terrassen zijn bedoeld als een soort plein waar de Italiaanse burgers (en andere bezoekers) elkaar kunnen treffen en waar ze door de symboliek van de omringende beelden worden gewezen op de deugden die de jonge Italiaanse staat zijn burgers voorhield.    
Terwijl het monument oorspronkelijk vooral de gedachtenis van Victor Emanuel II wou eren, werd de toewijding ervan reeds tijdens de bouwwerkzaamheden uitgebreid tot de waarden van het Risorgimento, de beweging die had geleid tot de eenmaking van Italië in 1870 en waarvan Victor Emanuel II een leidende figuur was geweest. Aldus werd het monument ook een van de nationale symbolen van Italië, dat in dit opzicht kon wedijveren met bv. de Brandenburger Tor in Berlijn of de Arc de Triomphe in Parijs. Deze betekenis als nationaal symbool werd nog duidelijker toen in 1906 het idee werd opgevat om in het complex ook een Altaar van het Vaderland te integreren (zie verder), waar tot op heden sommige nationale plechtigheden doorgaan.     
Opvallend voor een monument in de stad Rome, die eeuwenlang was bestuurd door de paus en nog overal de sporen draagt van de katholieke overheersing, is de haast volledige afwezigheid van christelijke symbolen op het Vittoriano. Die afwezigheid illustreert duidelijk de breuk met het verleden van de stad en plaatst de autonomie van de jonge Italiaanse staat tegenover de vroegere dominantie van de Kerk. De crypte-kapel van de Onbekende Soldaat (zie verder) is het enige religieuze element in het geheel van het monument, maar is onzichtbaar van buitenaf. Veelzeggend is ook het feit dat de enorme hoogte van het Vittoriano maakt dat de basiliek van Santa Maria in Aracoeli ernaast nog slechts vanuit één richting zichtbaar is, ondanks haar locatie op de top van het Capitool.

## Beschrijving van het exterieur

### Grondplan van het Vittoriano
| 1. Ingang van het Vittoriano met sierhek van Manfredo Manfredi; 2. Beeldengroep "het Denken", van Giulio Monteverde; 3. Beeldengroep "de Actie", van Francesco Jerace; 4. Fontein van de Adriatische Zee, van Emilio Quadrelli; 5. Beeldengroep "de Kracht", van Augusto Rivalta; 6. Beeldengroep "de Eendracht", van Lodovico Pogliaghi; 7. Fontein "de Tyrrheense Zee", van Pietro Canonica; 8. Beeldengroep "het Offer", van Leonardo Bistolfi; 9. Beeldengroep "het Recht", van Ettore Ximenes; 10 Twee gevleugelde leeuwen, van Giuseppe Tonnini; 11. Toegangstrap naar het eerste terras; 12. en 13. Gevleugelde Victoria's, van Edoardo Rubino en Edoardo De Albertis; 14. Altaar van het Vaderland, en Graf van de Onbekende Soldaat; 15. Beeld van Dea Roma, van Angelo Zanelli; 16. Reliëf met 14 steden van Italië, van Eugenio Maccagnani; 17. Ruiterstandbeeld van Victor Emanuel II, van Enrico Chiaradia; 18. en 19. Gevleugelde Victoriae, van Nicola Cantalamessa Papotti en Adolfo Apolloni; 20. Propyleeën met het Vierspan van de Eenheid, van Carlo Fontana; 21. en 22. Gevleugelde Victoriae, van Mario Rutelli en Cesare Zocchi; 23. Propyleeën met het Vierspan van de Vrijheid, van Paolo Bartolini; 24. Portiek met colonnade. Op de fries: 16 beelden die de evenzovele gewesten van Italië voorstellen. | Grondplan van het Vittoriano |

### Afmetingen en materiaal
Met zijn oppervlakte van 135 x 130 meter (goed voor 1,75 hectare) en zijn hoogte van 70 meter (zelfs 81 meter als de Victoriae op de vierspannen worden meegerekend) is het Vittoriano het grootste monument dat in Europa werd opgevat om een enkele persoon te eren - maar zoals hoger gezegd werd de toewijding uitgebreid tot de eenmaking van Italië en de idealen die daartoe hebben geleid. 
De ontwerper Sacconi had oorspronkelijk de bedoeling om het monument op te trekken in travertijn, een gesteente dat van in de Oudheid tot op heden zeer frequent is aangewend in Rome, en bovendien op slechts 30 km van het Vittoriano wordt ontgonnen. Toch is men hiervan afgeweken en heeft men geopteerd voor het blanke marmer van Botticino, een gemeente in de Noord-Italiaanse provincie Brescia. Voor de decoratieve elementen is naast marmer ook brons veelvuldig gebruikt. 

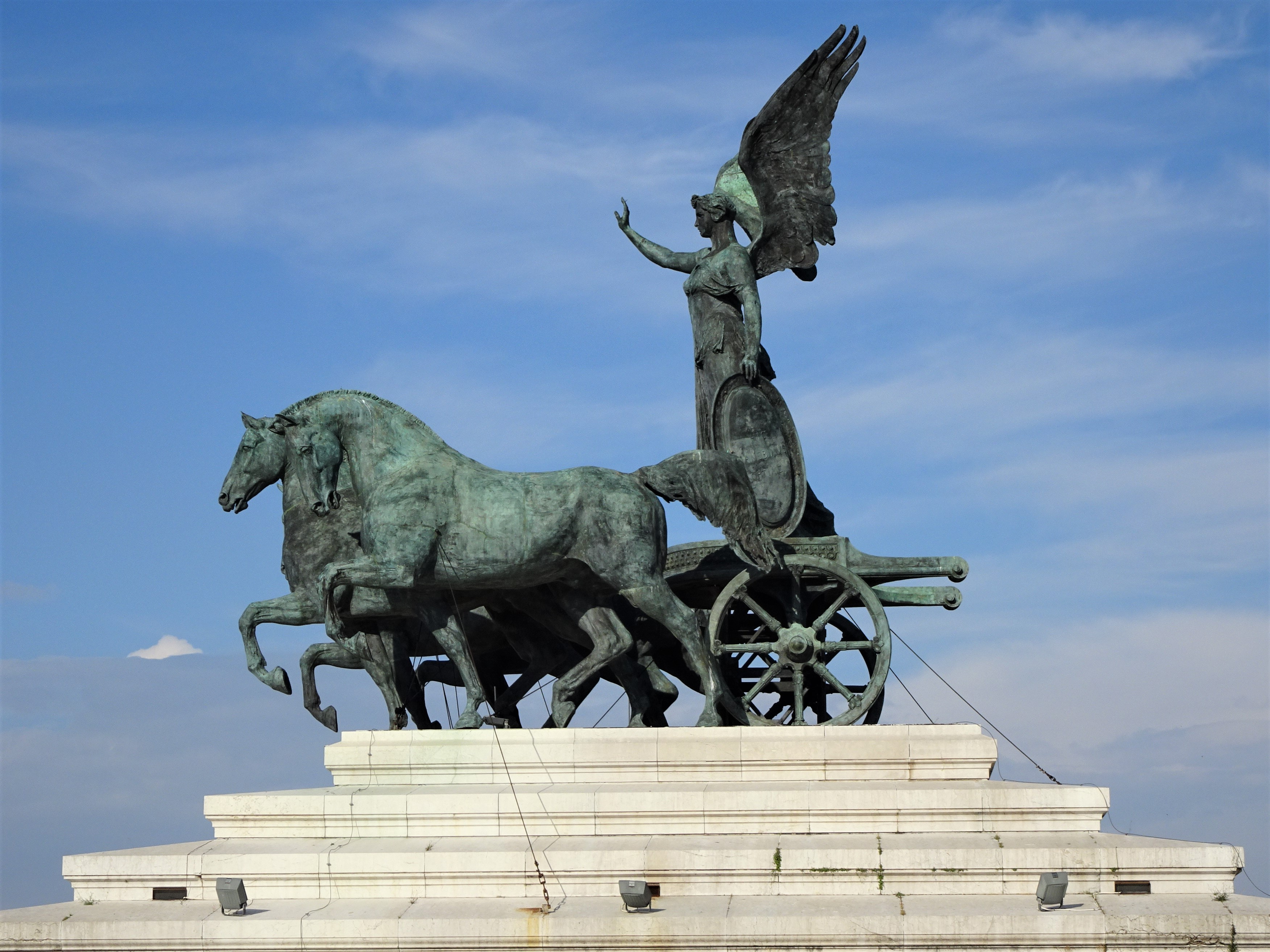
Het vierspan van de Eenheid.
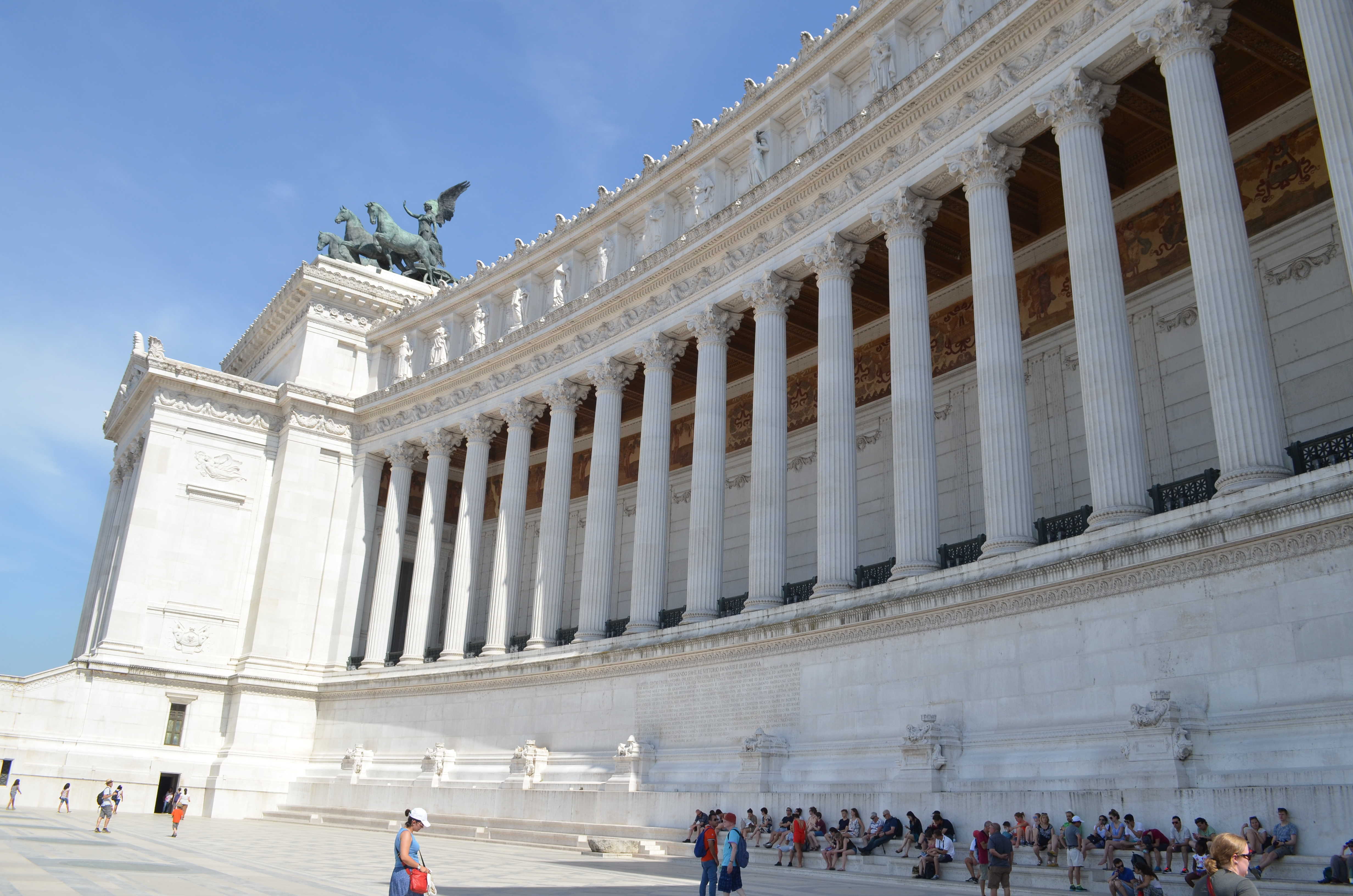
De colonnade en linker propyleeën.
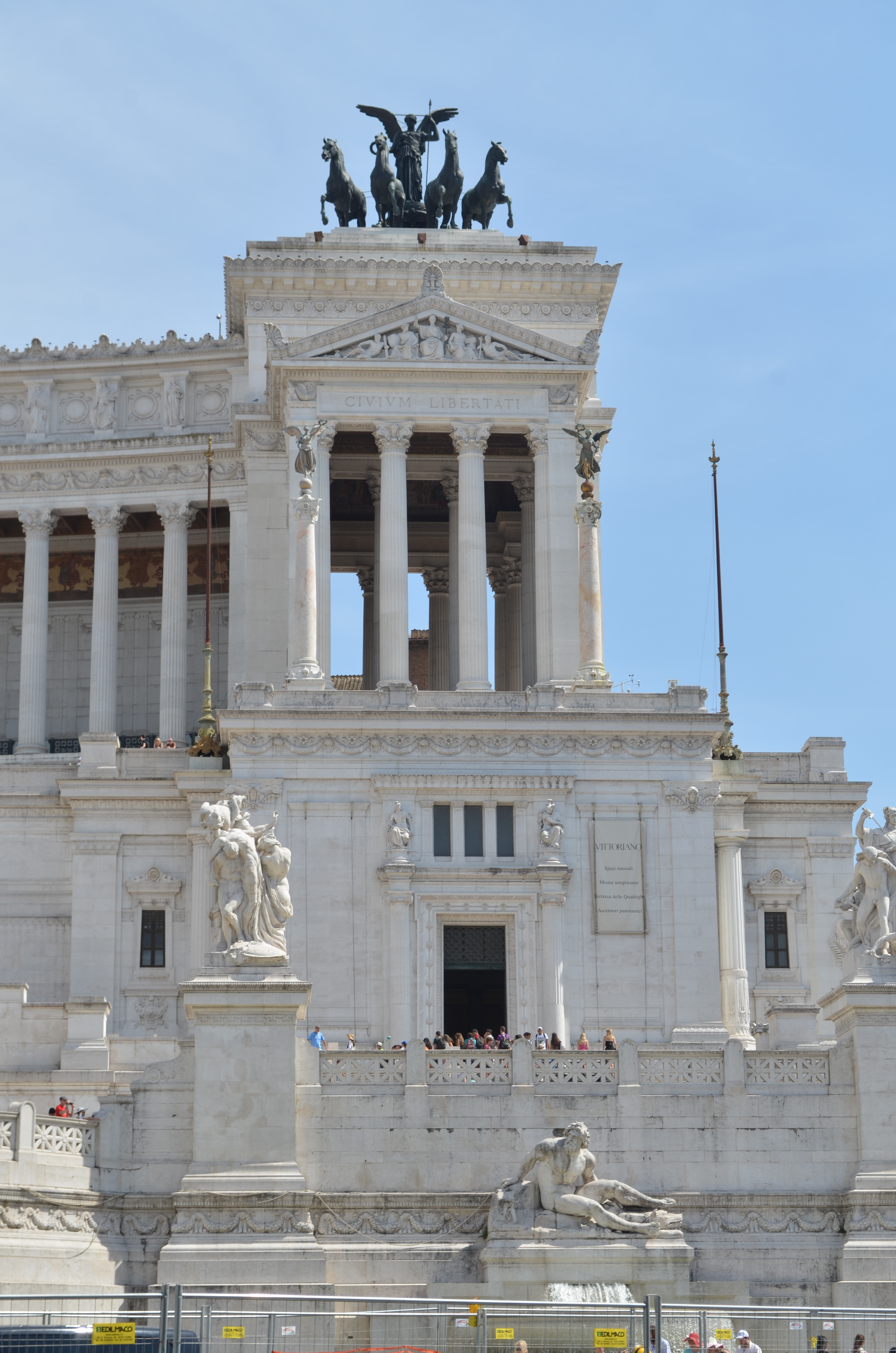
Rechter propyleeën.
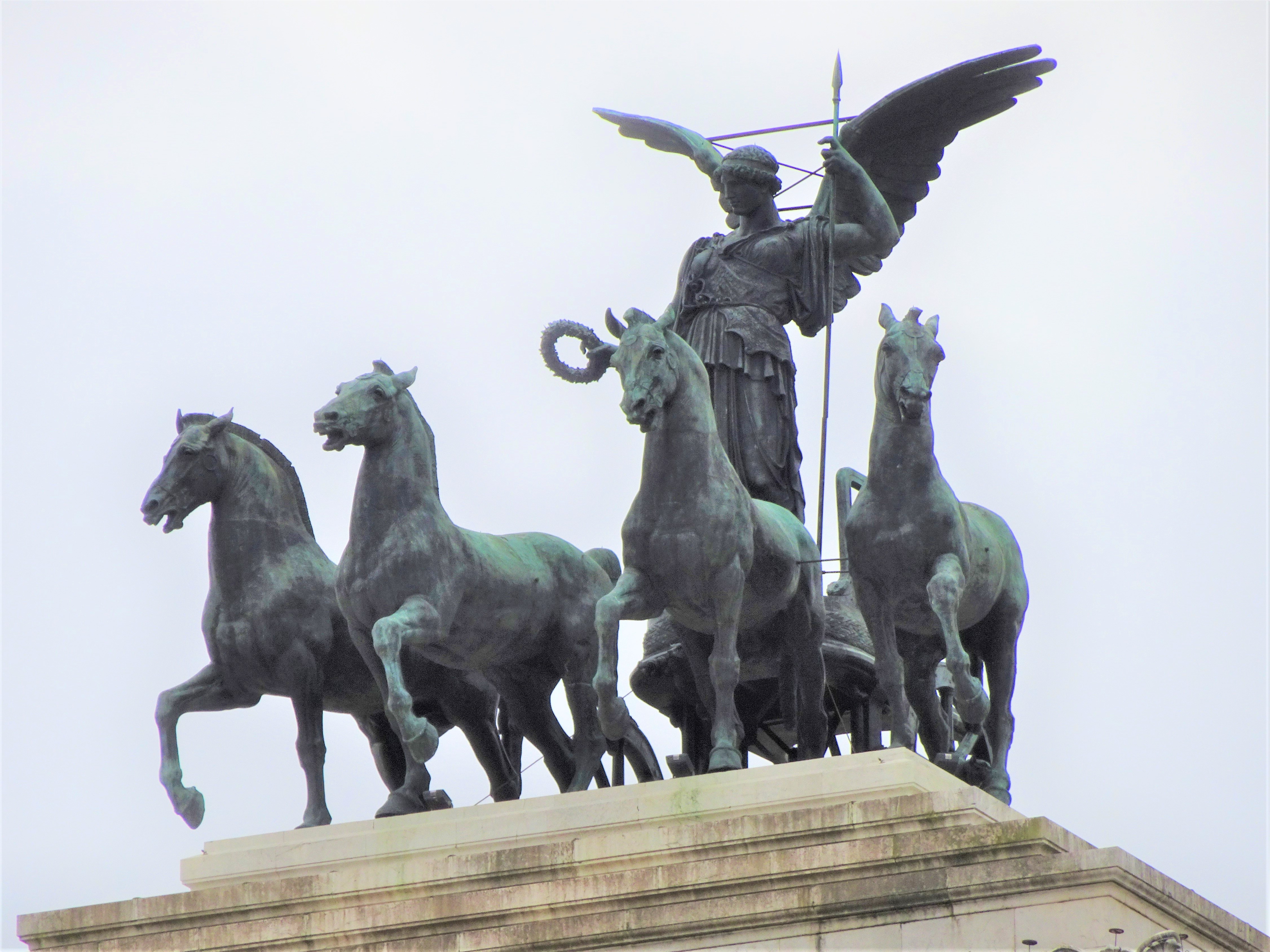
Het vierspan van de Vrijheid.

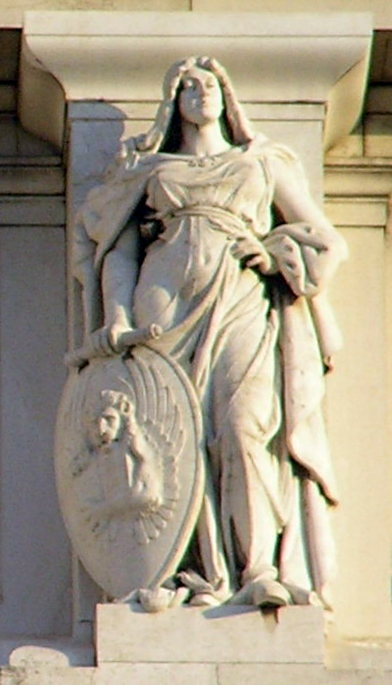
Verpersoonlijking van het gewest Veneto.

### De portiek en de colonnade
Het bovenste gedeelte van het monument bestaat uit een 70 meter lange portiek met aan de voorzijde een rij van 16 zuilen met composietkapitelen; ze zijn 15 meter hoog en staan opgesteld in een lichte kromming. Op de architraaf boven de 16 zuilen staan de toenmalige 16 gewesten (regioni) van Italië voorgesteld als een vrouwelijke figuur. Deze beelden zijn 5 meter hoog en zijn alle het werk van een kunstenaar afkomstig uit de voorgestelde regione.
Aan weerszijden wordt de portiek afgesloten door propyleeën, geïnspireerd op de voorzijde van een Griekse tempel.  
Achter het ruiterstandbeeld ligt aan de voet van de portiek een terras gewijd aan de "città redente" (de bevrijde steden), dit zijn de steden die na Wereldoorlog I zijn toegevoegd aan het Italiaanse grondgebied: Trieste, Trento, Gorizia, Pola, Fiume en Zara.

### De twee vierspannen
Beide propyleeën dragen een elf meter hoog bronzen beeld van een gevleugelde Victoria (godin van de Overwinning) staande op een strijdwagen die wordt getrokken door een vierspan. Onder het rechter vierspan, op de architraaf van de propyleeën, staan de Latijnse woorden "Civium libertati" (voor de vrijheid van de burgers) en onder het linker vierspan "Patriae unitati" (voor de eenheid van het Vaderland). Deze termen vatten de leidende gedachten van het Risorgimento samen: deze beweging streefde naar bevrijding van de buitenlandse (voornamelijk Oostenrijks-Hongaarse) overheersing, en naar de eenheid van Italië, dat sinds de val van het West-Romeinse rijk in 476 n.C. versnipperd was geraakt in talrijke afzonderlijke staten en pas in 1870 opnieuw een staatkundig geheel vormde. 

### Het ruiterstandbeeld

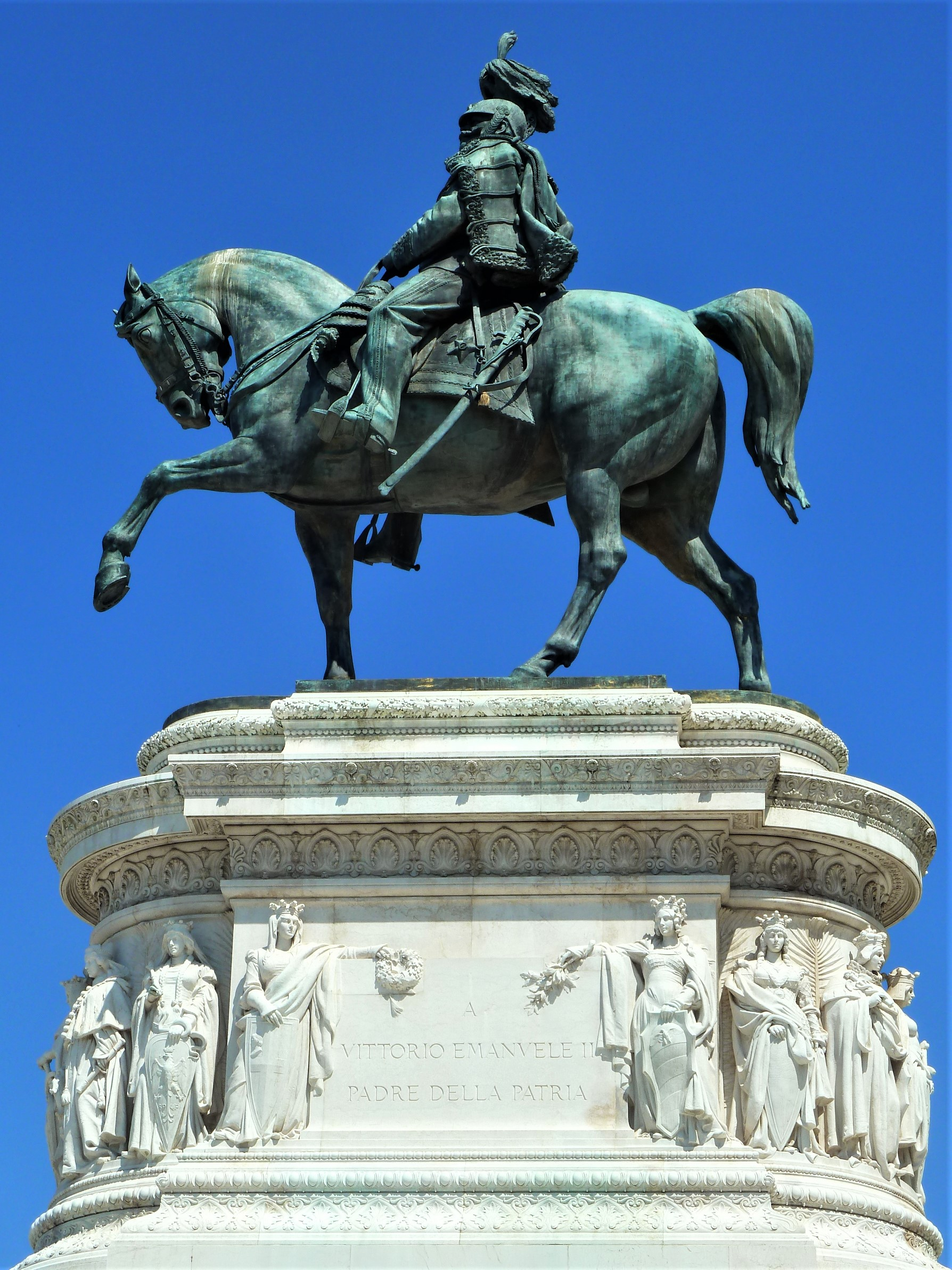
Het ruiterstandbeeld en de sokkel.

In het midden van het tweede terras staat het enorme ruiterstandbeeld van Koning Victor Emanuel II, ontworpen door Enrico Chiarada en Emilio Gallori. Het is 10 meter hoog en 12 meter lang, en weegt 50 ton. Oorspronkelijk was het beeld verguld, maar daarvan zijn nu amper nog sporen te zien.  
Voor de vervaardiging werd onder andere omgesmolten brons van enkele kanonnen van het koninklijk leger gebruikt. Het beeld werd gegoten in verschillende onderdelen die afzonderlijk naar hun definitieve plaats werden getransporteerd om daar in 1910 te worden samengesteld. De buik van het paard is zo groot dat in 1910 in de holle ruimte ervan een maaltijd werd genuttigd door 21 personen. Deze feiten zijn te zien op historische foto's die zijn geëxposeerd op het plateau tussen de portiek van het Vittoriano en de basiliek van Santa Maria in Aracoeli, naast de lift.
Op de 12 meter hoge marmeren sokkel van dit ruiterstandbeeld heeft de beeldhouwer Eugenio Maccagnani veertien Italiaanse steden gepersonifieerd, te weten Amalfi, Bologna, Ferrara, Florence, Genua, Mantua, Milaan, Napels, Palermo, Pisa, Ravenna, Turijn, Urbino en Venetië. Elk van deze steden was vóór de Italiaanse eenmaking een onafhankelijke zeemogendheid ofwel de hoofdstad van een zelfstandige staat (republiek, hertogdom, koninkrijk). Door hun plaatsing ondersteunen de vroegere staten de koning van het eengemaakte Italië.
Aan de lange zijde van de sokkel is de toewijding ingehouwen: "A Vittorio Emanuele, Padre della Patria" (vader des vaderlands). Die eretitel heeft hij te danken aan het feit dat hij de eerste koning was van het herenigde Italië. Bij die hereniging was hij ook een van de drijvende krachten, maar zeker niet de enige: minstens even belangrijk was de rol van zijn eerste minister Camillo Benso graaf van Cavour, en van de troepenaanvoerder Giuseppe Garibaldi.

### Het altaar van het vaderland en het graf van de Onbekende Soldaat

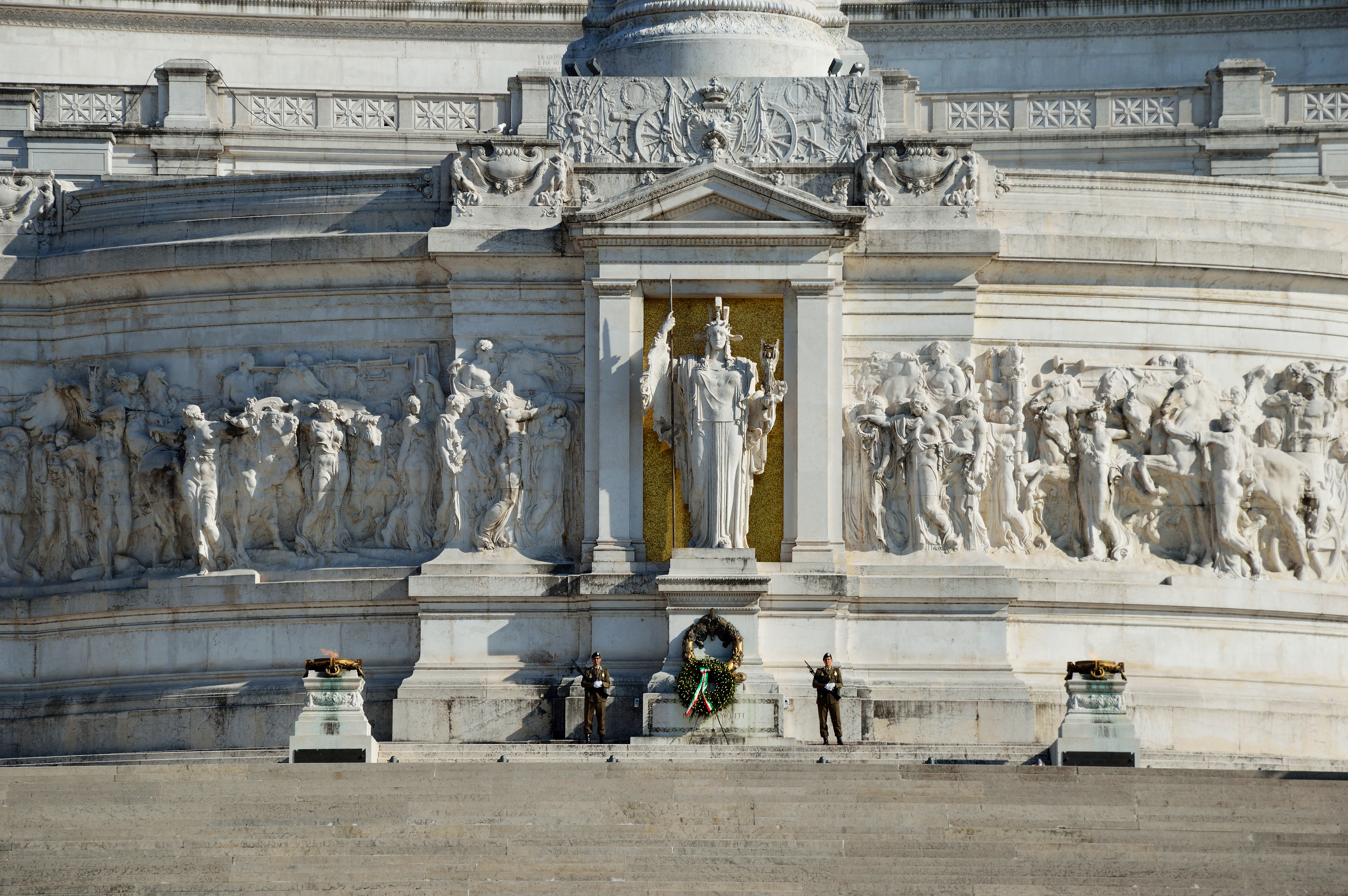
Het Altaar van het Vaderland en de erewacht bij het graf van de Onbekende Soldaat.
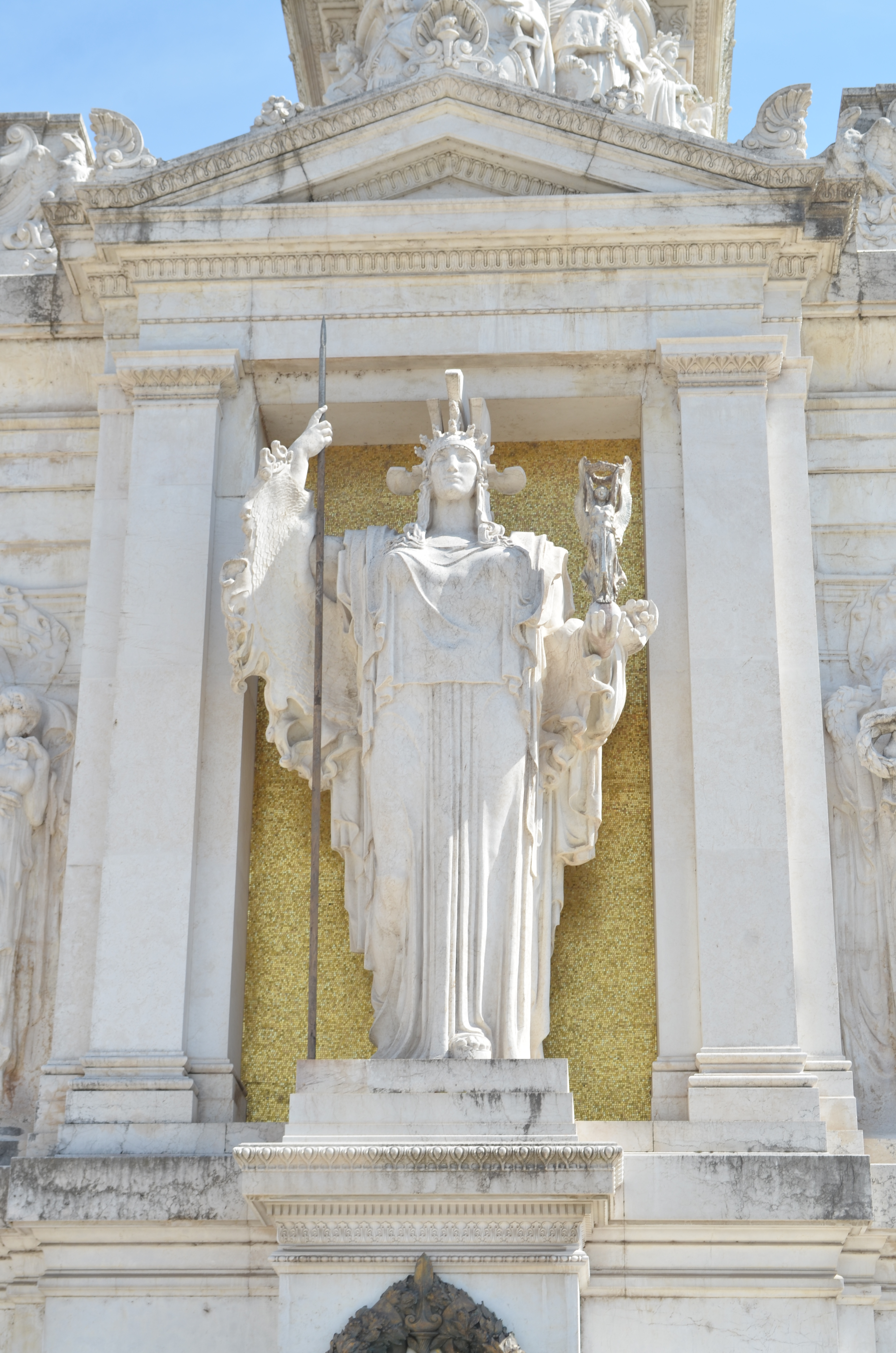
Dea Roma.
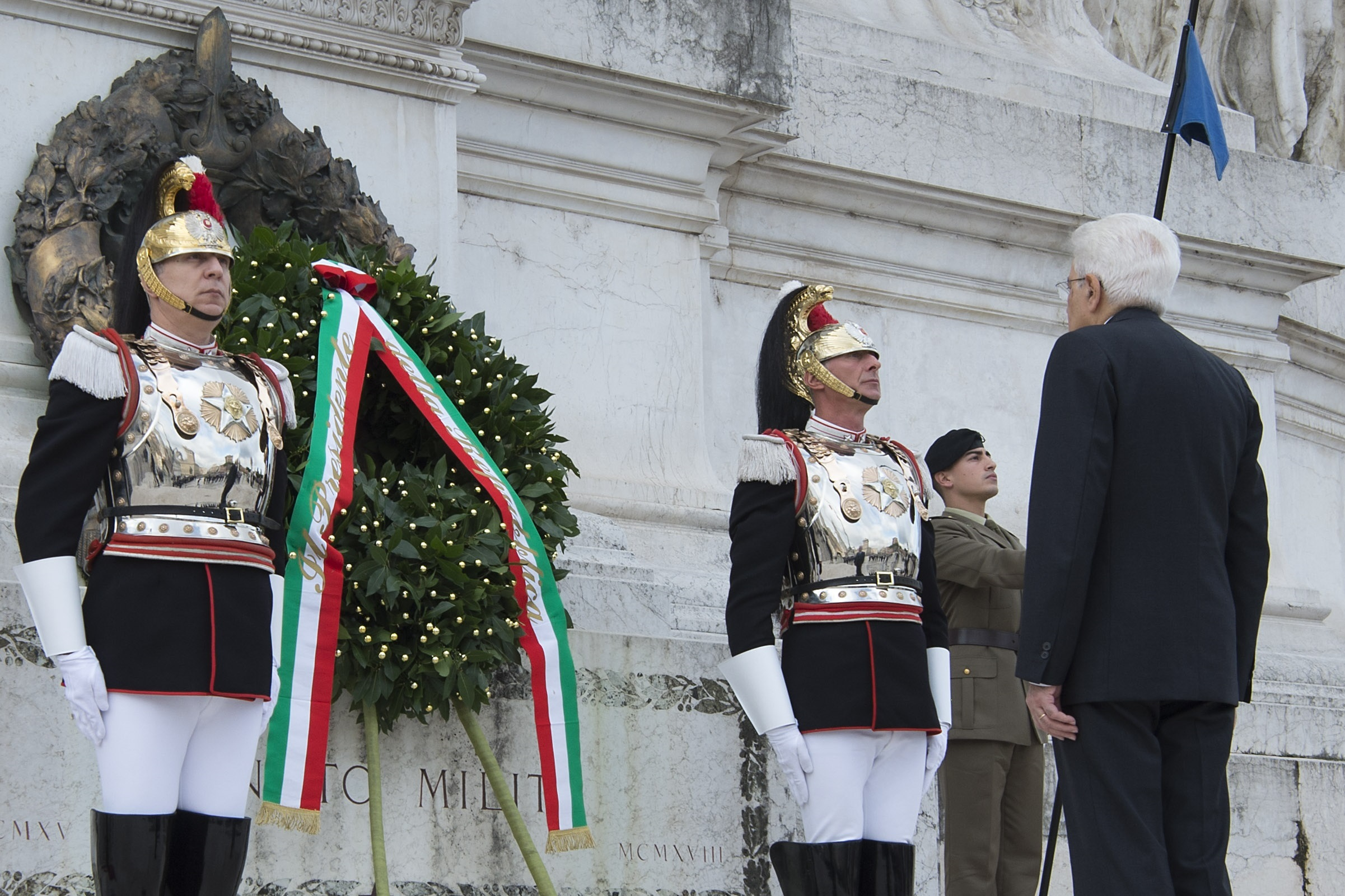
Eerbetoon van president Sergio Mattarella aan het graf van de Onbekende Soldaat (4 november 2016).

Op het eerste terras van het Vittoriano, aan de voet van het ruiterstandbeeld, bevindt zich het Altaar van het Vaderland, ontworpen door Angelo Zanelli die in 1906 de daarvoor uitgeschreven wedstrijd had gewonnen. Het vaderland wordt voorgesteld door het standbeeld van Dea Roma, de antieke godin van de stad Rome die in 1871 de hoofdstad was geworden van het eengemaakte Italië. Het beeld staat opgesteld in een nis ("aedicula") bekleed met goudmozaïek. Hoewel deze godin in de Romeinse Oudheid meestal werd uitgebeeld als een krijgslustige Minerva, was hier het model haar Griekse tegenhanger Athena, de godin van de wijsheid, kunsten en ambachten. Het langwerpige reliëf aan de linkerzijde van de nis stelt de arbeid voor (nijverheid en landbouw); dat aan de rechterzijde de inzet voor het vaderland (erekransen, legervaandels, triomfwagen).
Aan de voet van dit Altaar van het Vaderland ligt het graf van de Onbekende Soldaat uit Wereldoorlog I, zoals blijkt uit het Latijnse grafopschrift "Militi Ignoto" en de begin- en eindjaren van die oorlog in Romeinse cijfers: 1915 en 1918. Het gaat effectief om een Italiaanse militair die in de strijd is omgekomen maar wiens lichaam niet kon worden geïdentificeerd. In een grootste plechtigheid werd hij hier op 4 november 1921 bijgezet aan de voet van het beeld van Dea Roma. Met hem worden de talloze Italiaanse militairen geëerd die zijn gesneuveld in de Eerste Wereldoorlog. Voor zijn graf branden twee eeuwige vlammen, en ernaast staat dag en nacht een erewacht van twee militairen, waarbij de verschillende wapens elkaar afwisselen. De sarcofaag zelf is zichtbaar in het interieur van het Vittoriano, namelijk vanuit de crypte van de Onbekende Soldaat die is ingericht onder het ruiterstandbeeld. 
Bij grote nationale plechtigheden brengt de Italiaanse president hulde aan dit graf door er een lauwerkrans neer te leggen. Dat doet hij met name onmiddellijk na zijn eedaflegging in het Italiaanse parlement en dus als eerste daad van zijn zevenjarig presidentschap, en verder jaarlijks op 25 april (herdenking van de bevrijding van Italië op het einde van Wereldoorlog II), op 2 juni (Festa della Repubblica, de Italiaanse nationale feestdag) en op 4 november (Giornata dell'Unità Nazionale e delle Forze Armate Italiane, de dag van de nationale eenheid en van de Italiaanse strijdkrachten)

### Andere beelden en beeldengroepen

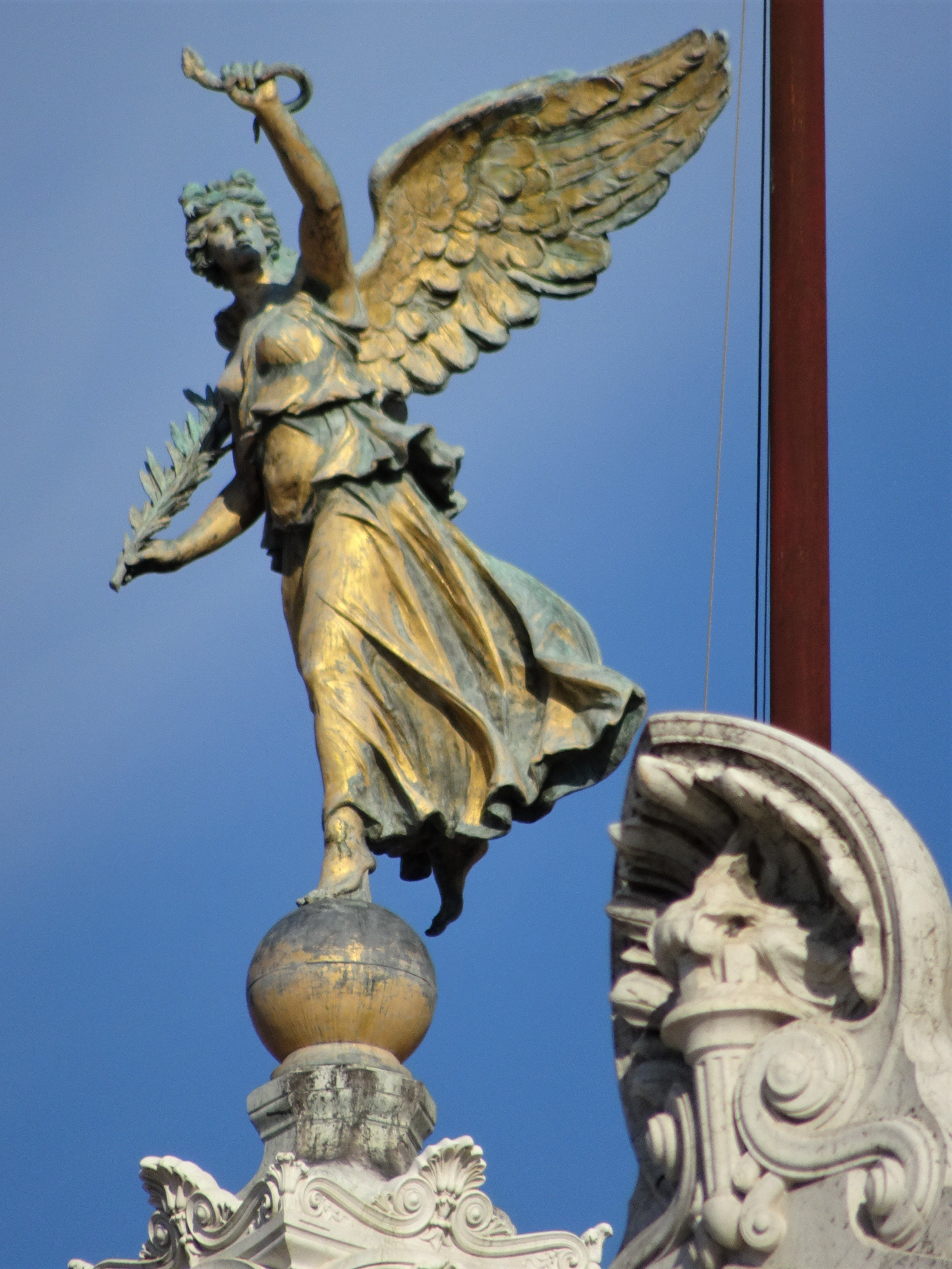
Gevleugelde Victoria.
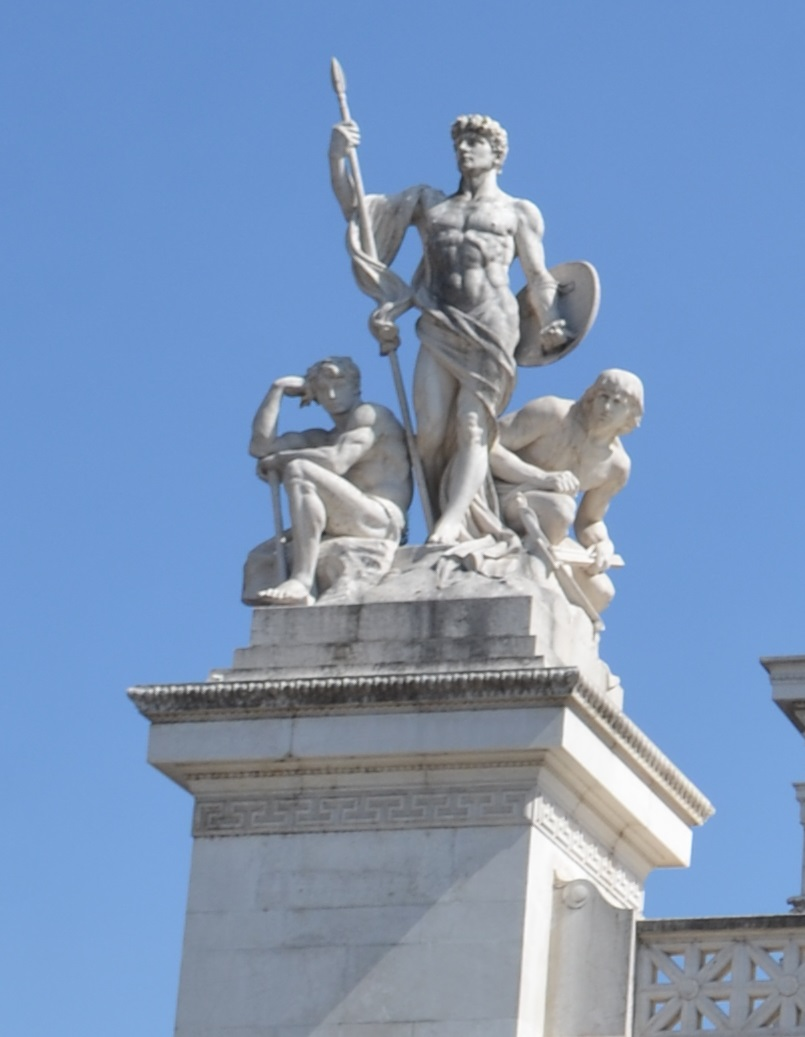
De Kracht.
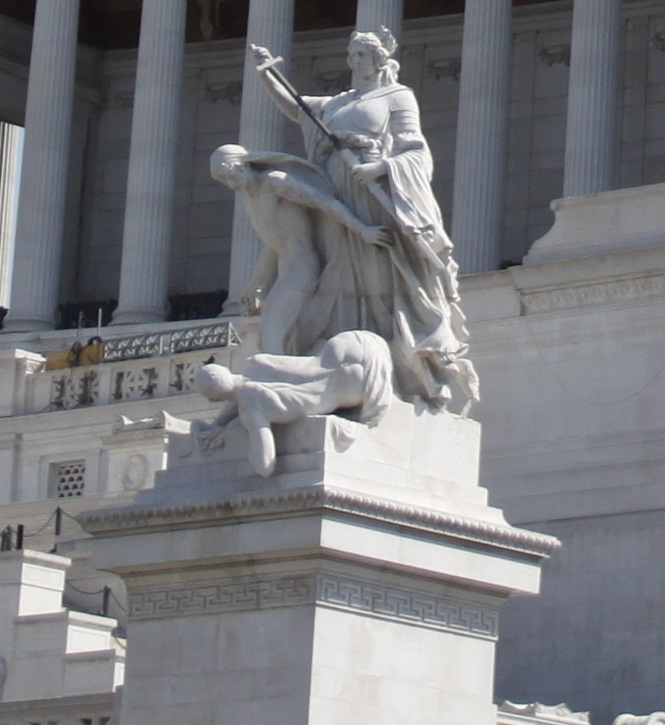
De Rechtvaardigheid.
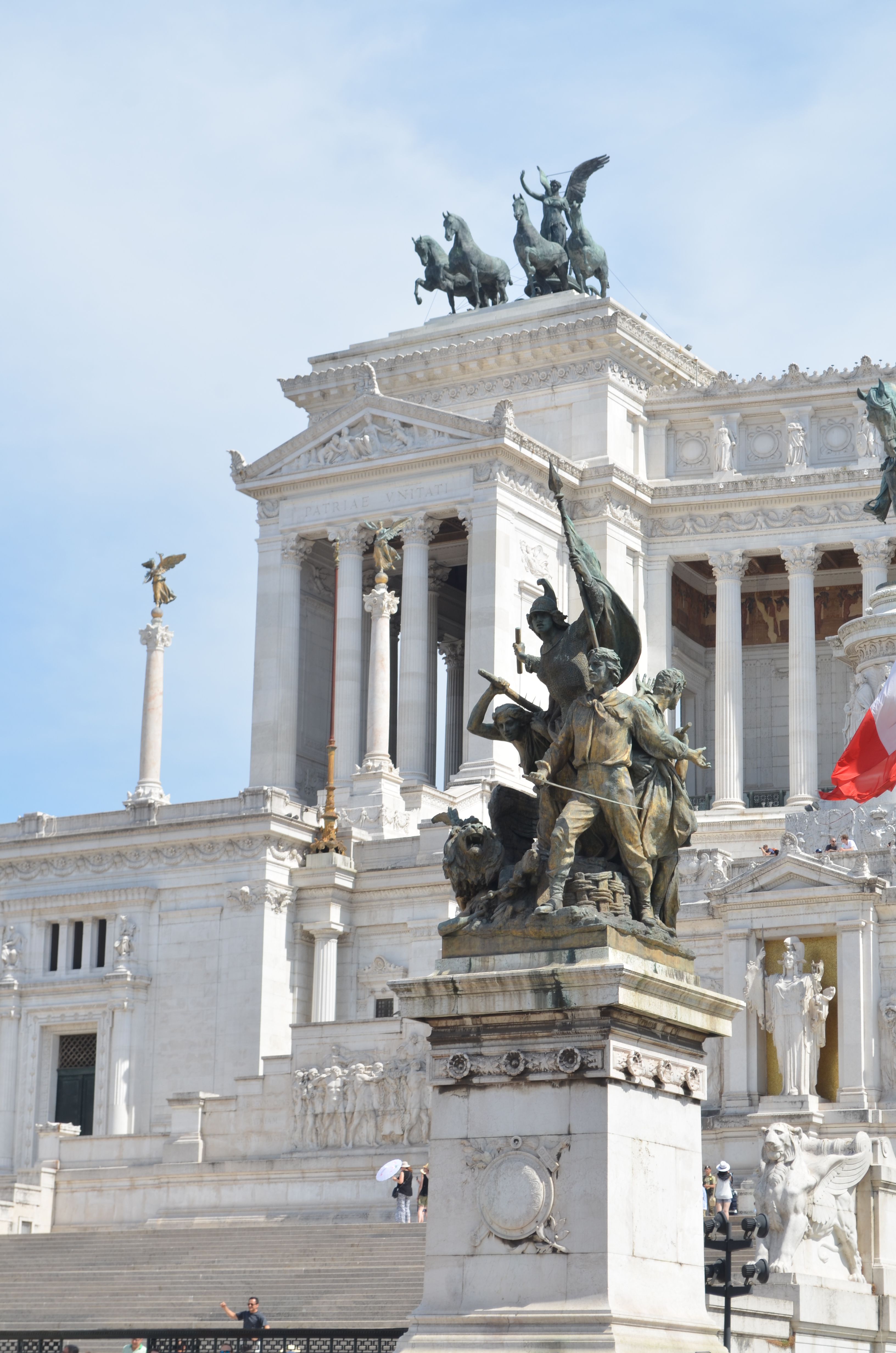
De Actie.
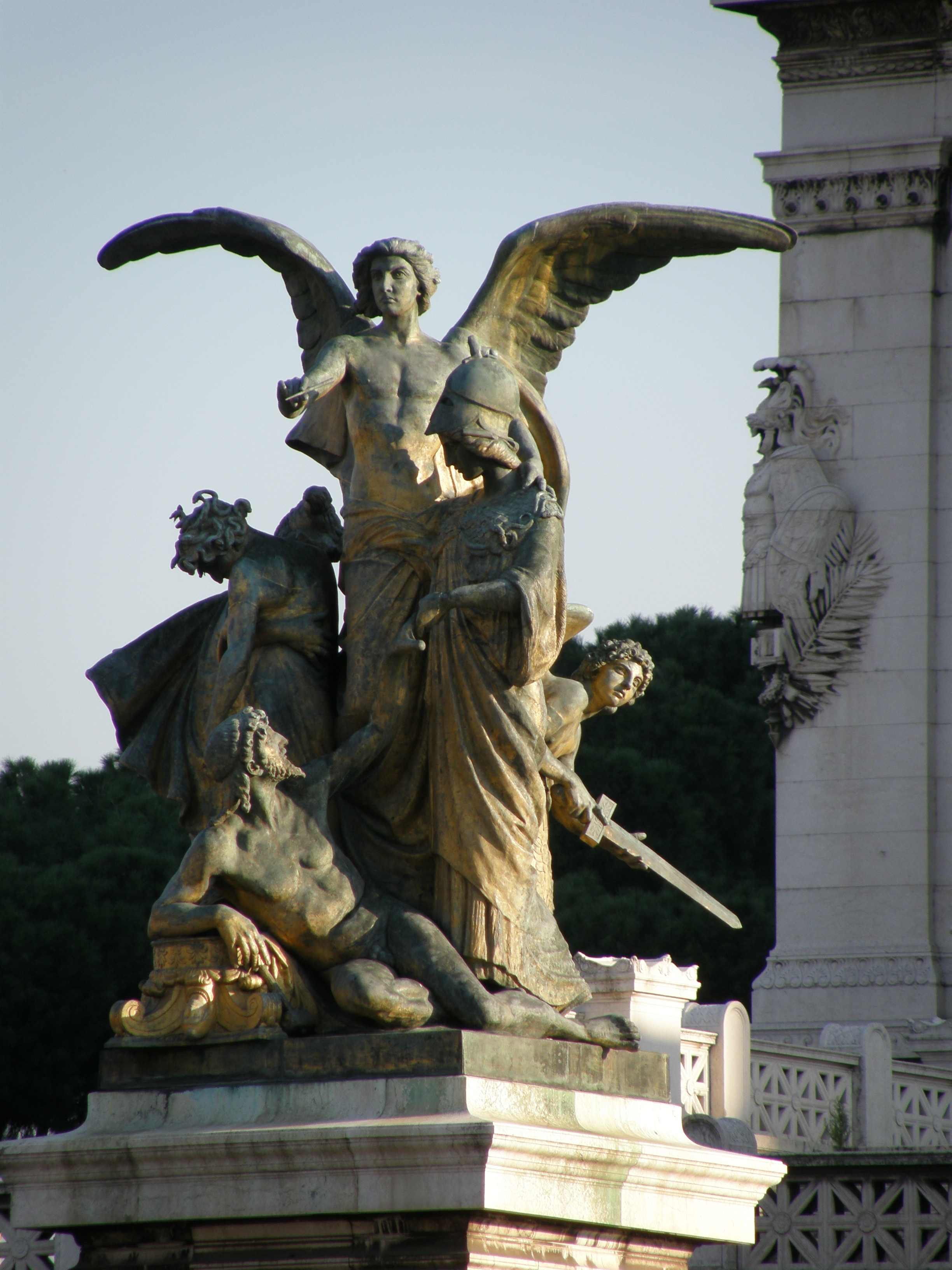
Het Denken.

Buiten het ruiterstandbeeld van Victor Emanuel II hebben alle beelden en beeldengroepen op het Vittoriano een symbolische betekenis.  
Voor de propyleeën staan vier bronzen beelden van de gevleugelde godin Victoria, duidelijk naar antiek model. Ze hebben hun verguldsel nog gedeeltelijk bewaard en lijken te zweven op hoge slanke zuilen. Deze godinnen van de overwinning zijn als het ware een wens en een belofte van voorspoed die de nieuwe Italiaanse staat te beurt mag vallen. Deze wens is ten overvloede aangebracht op het monument: in totaal zijn er niet minder dan negentien Victoria-beelden te zien.
Zes standbeelden verpersoonlijken de idealen die de jonge Italiaanse staat zijn burgers voorhield:  
- naast het toegangshek: twee vergulde bronzen beeldengroepen: "de Actie" en "het Denken";
- aan de voorzijde van de zijterrassen van het eerste niveau staan vier marmeren beeldengroepen: links de Kracht en de Eendracht; rechts de Opoffering en het Recht. De groep "de Opoffering" stelt de verpersoonlijking van de vrijheid voor, die een sneuvelende soldaat kust.

### Het hek
De toegang tot het Vittoriano kan worden afgesloten door middel van een sierlijk smeedijzeren hek. Overdag worden bezoekers tot het monument toegelaten langs de twee segmenten van het hek die afzonderlijk kunnen worden geopend. Voor officiële plechtigheden laat men het hek over de hele lengte volledig in de ondergrond wegzinken; aanvankelijk gebeurde dit door middel van een hydraulisch systeem.

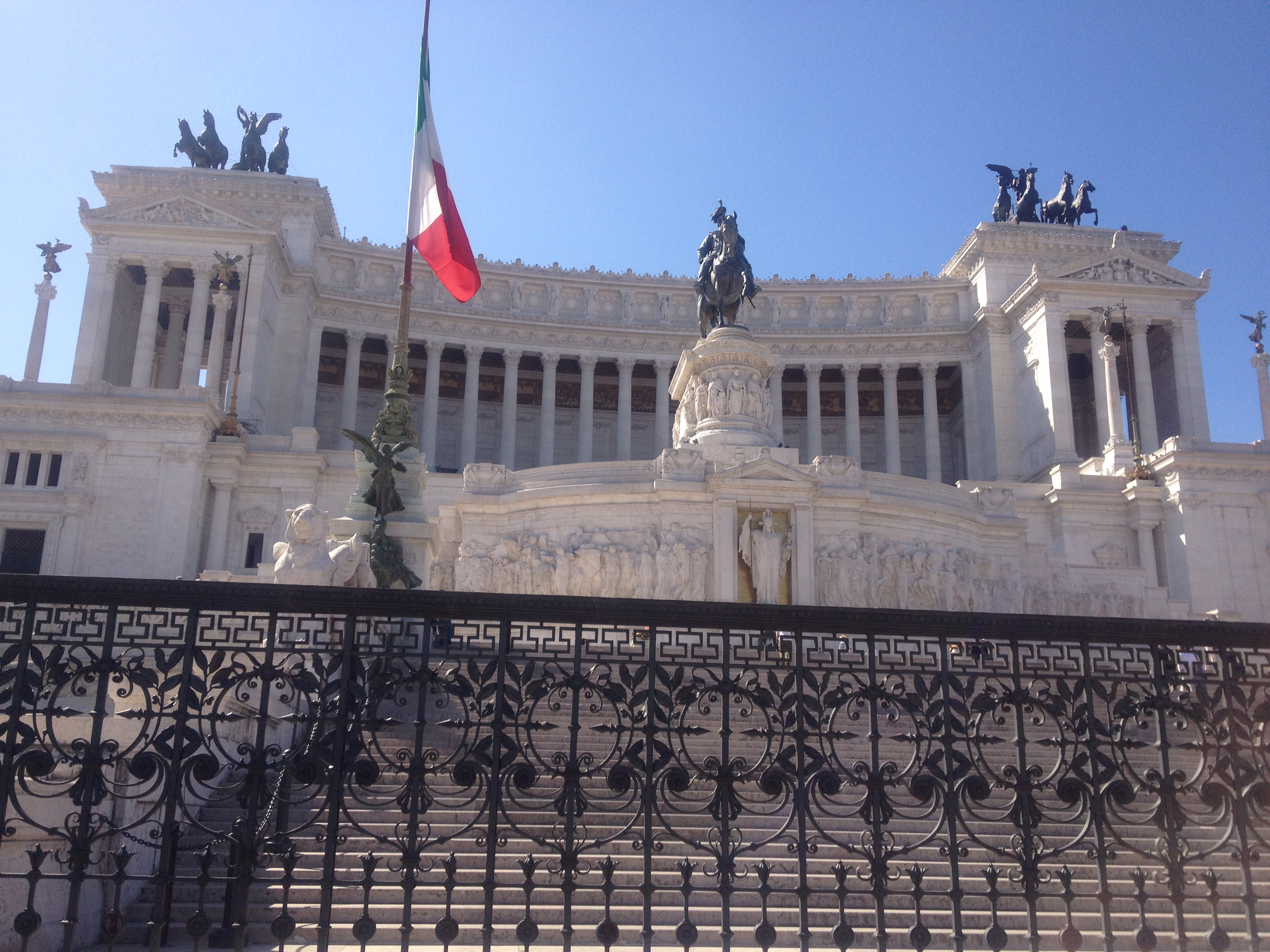
Het hek.
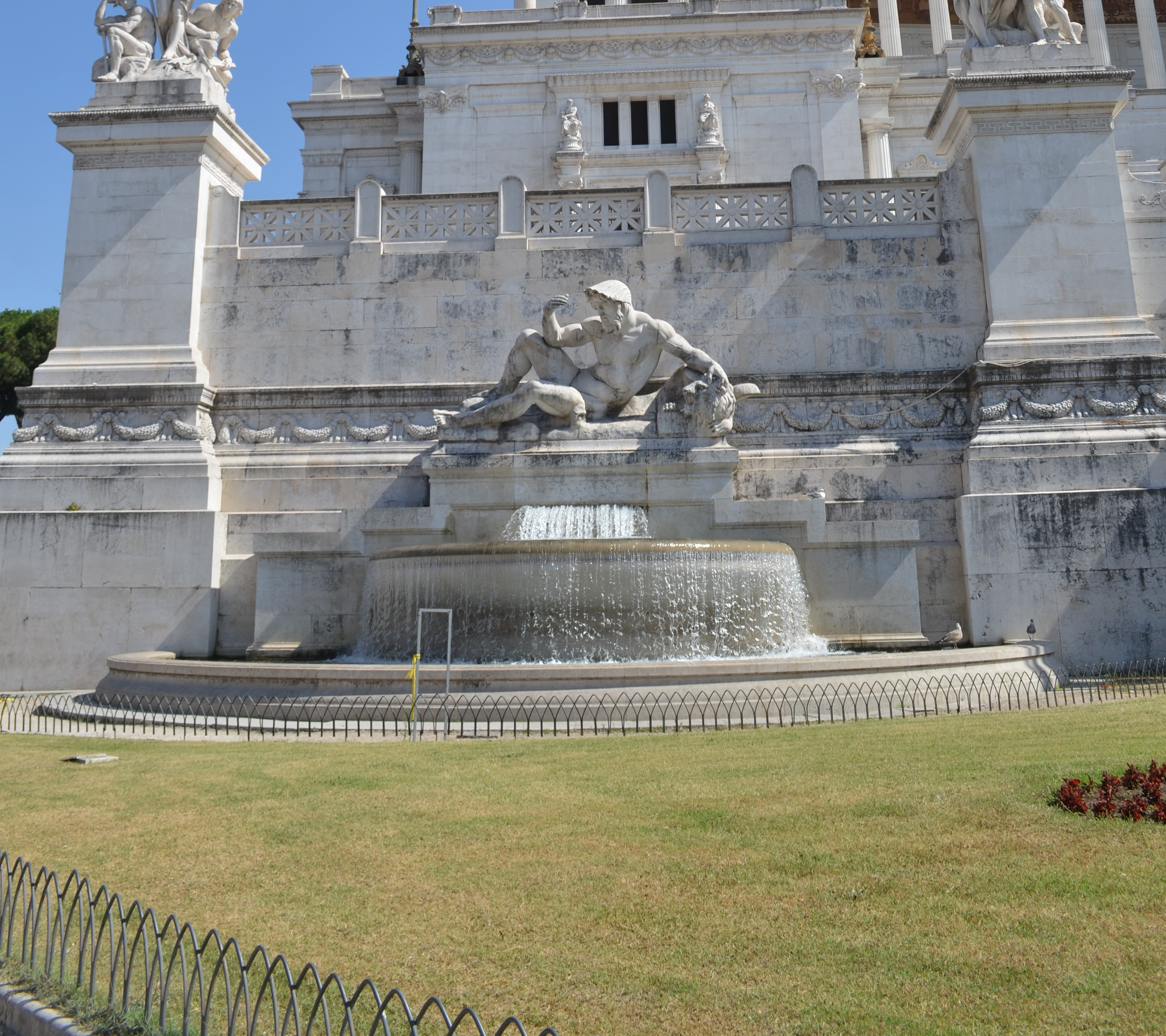
Fontein van de Adriatische Zee.
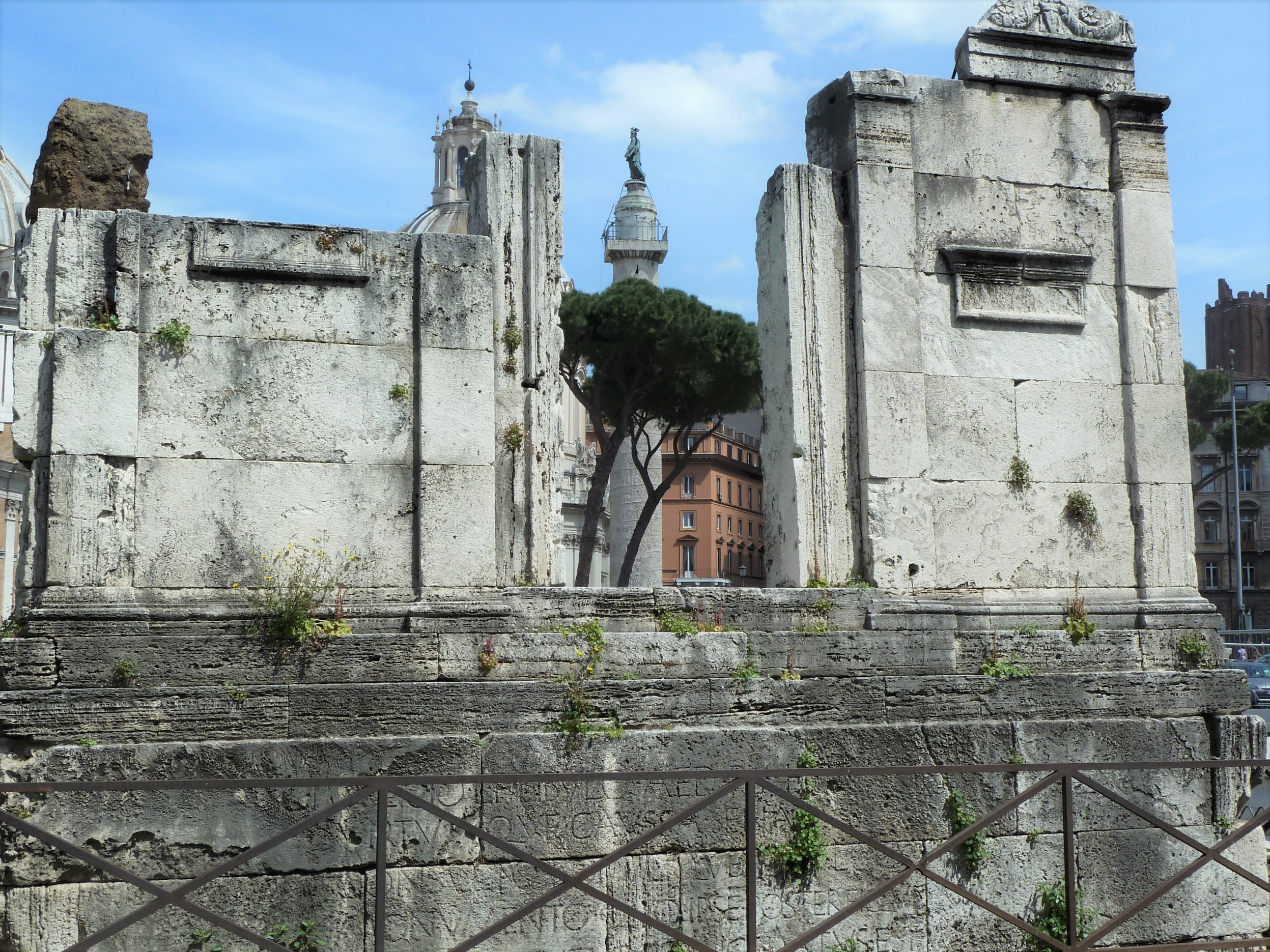
Graf van Bibulus. Op de achtergrond: de Zuil van Trajanus.

### De fonteinen
Aan weerszijden van de toegang is tegen de buitenzijde van het monument een fontein aangebracht. Deze fonteinen symboliseren de twee belangrijkste zeeën van Italië. Die aan de linkerzijde van het monument stelt de Adriatische Zee voor, herkenbaar aan de leeuw van San Marco (verwijzend naar Venetië), en die aan de rechterzijde de Tyrrheense Zee, herkenbaar aan de wolvin (Rome) en de nimf Parthenope (Napels). Boven elke fontein is die zee voorgesteld als een antieke liggende stroomgod, geïnspireerd op de beelden van de Tiber en de Nijl die op de Capitoolheuvel tegen de gevel van het Palazzo Senatorio aan zijn geplaatst.   
Naast de fontein van de Adriatische Zee zijn in het grasperk de resten te zien van het grafmonument van Caius Publicius Bibulus uit de  1e eeuw v.C. Het gaat om de voorzijde van een bovengrondse grafkamer die was opgebouwd uit tufsteen en travertijn. Het opschrift onderaan vermeldt dat het graf was opgericht op besluit van de Romeinse senaat. De aanwezigheid van een graf uit die periode bewijst dat deze plaats buiten de Serviaanse muur lag, aangezien de Romeinse wet verbood dat binnen de stadsmuren inhumaties of crematies zouden plaatsvinden.

## Interieur

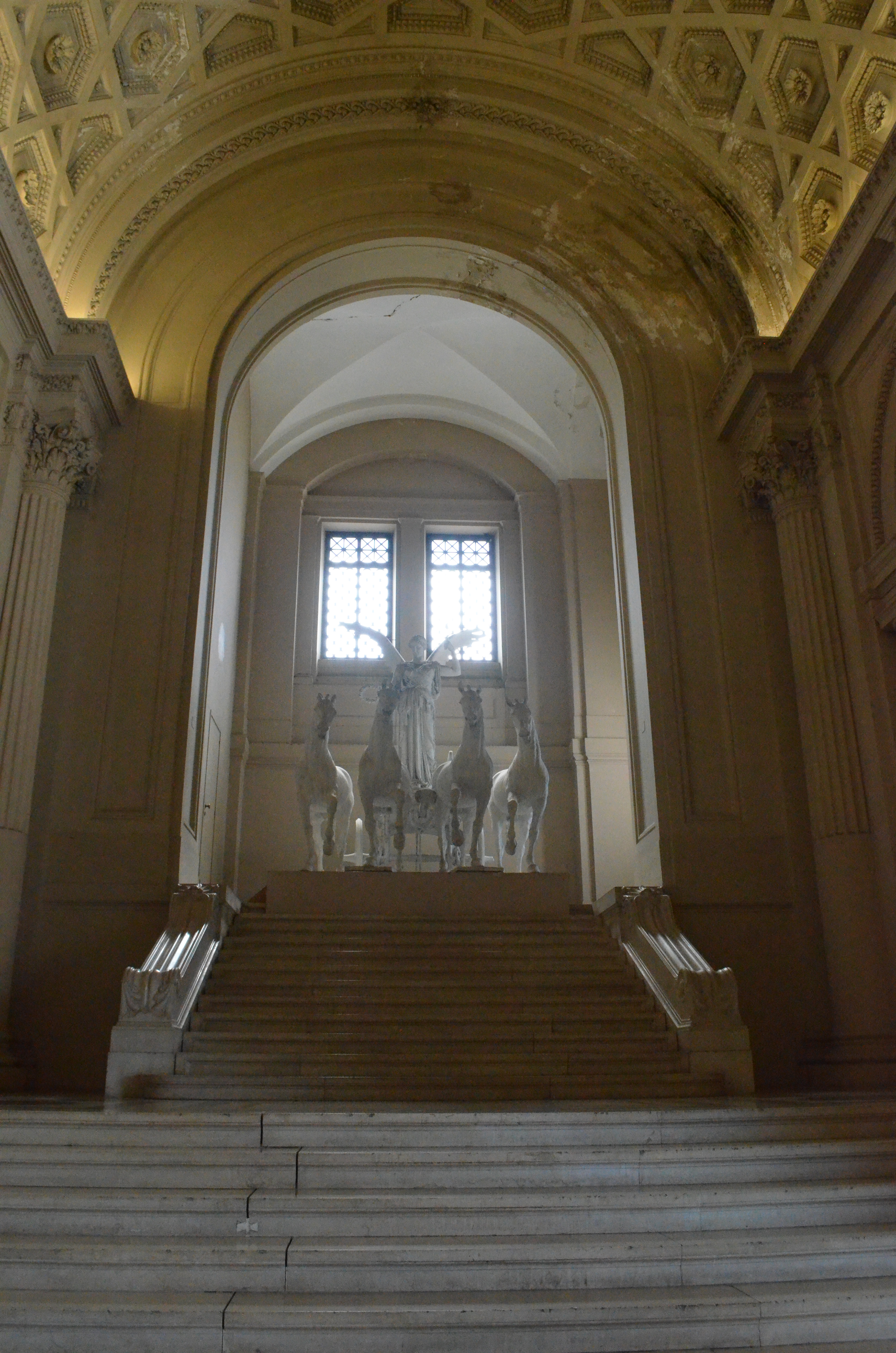
Een deel van de trappartijen binnenin het Vittoriano. Achterin: ontwerp van het Vierspan.

Van op het tweede niveau van zijterrassen bieden de deuren aan de voet van de propyleeën toegang tot de imposante trappartijen in het interieur van het monument. Hogerop leiden deze trappen naar de hoogste zijterrassen en naar de achterzijde van het monument. 
Van op het straatniveau bereikt men aan de zijkanten van het monument de musea en expositieruimtes die zijn ingericht in het interieur, voornamelijk musea van militaire of vaderlandslievende aard:  
- Aan de Via di San Pietro in Carcere ligt de toegang tot het Museo Centrale del Risorgimento di Roma, gewijd aan de periode van de eenmaking van Italië (begin 19e eeuw tot 1870).[28]
- Vanuit dat museum bereikt men het Museo Sacrario delle Bandiere delle Forze Armate al Vittoriano: het museum van de vaandels van de Italiaanse strijdkrachten.[29]
- Vanuit dat Museo-Sacrario is de crypte van de Onbekende Soldaat bereikbaar, die zich bevindt onder het ruiterstandbeeld van Victor Emanuel II. De crypte is ingericht als een kapel in de vorm van een Grieks kruis met een centrale koepel. Vanuit deze crypte is de sarcofaag van de Onbekende Soldaat zichtbaar, gelegen onder het beeld van Dea Roma.

Andere expositieruimtes zijn:
- de expositielokalen aan de rechterzijde van het Vittoriano (via del Teatro di Marcello), frequent gebruikt voor tentoonstellingen over Italië en de Italianen;
- de expositielokalen "Ala Brasini" (langs de Via di San Pietro in Carcere).[30]

## Uitzicht

### Het uitzicht op het Vittoriano

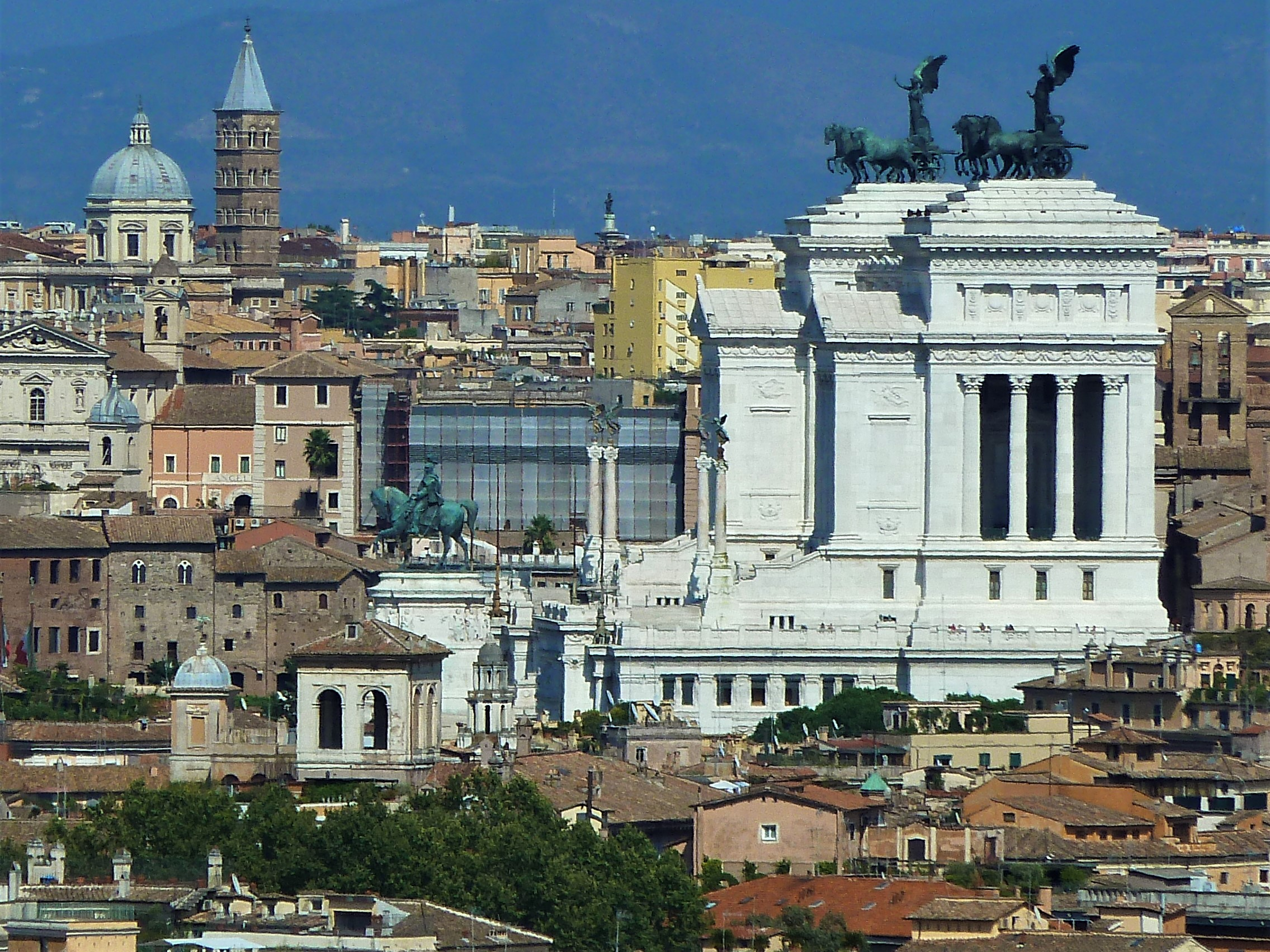
Het Vittoriano gezien van op Gianicolo-heuvel.

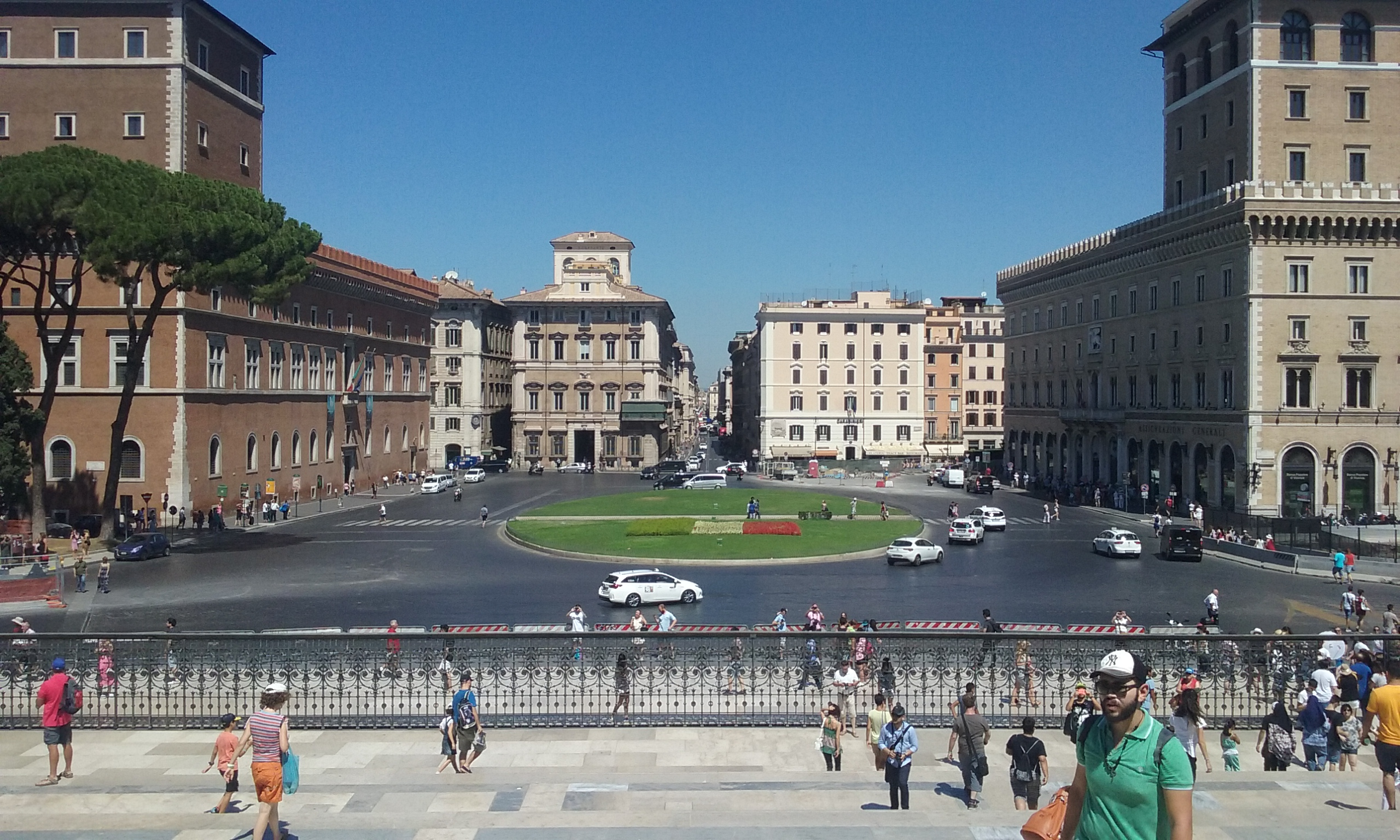
Piazza Venezia gezien vanaf het Vittoriano. Links Palazzo Venezia, rechts het Palazzo delle Assicurazioni Generali.

Van op Piazza Venezia geniet men een ruim zicht op het Vittoriano. De weidsheid van dit plein is het resultaat van andermaal een zware stedenbouwkundige ingreep. Op stadsplannen en foto's van vóór 1900 (zie hoger het plan van Nolli uit 1748) blijkt duidelijk dat Piazza Venezia toen nog maar half zo breed was als nu. Precies om een vrij uitzicht te bieden op het monument zijn een aantal oudere gebouwen met een gezamenlijke oppervlakte van 19.200 m² afgebroken of verplaatst. De voornaamste zijn:
- Palazzetto di San Marco (ook Palazzetto Venezia genoemd) dat oorspronkelijk aan de zuidzijde van het plein lag (op het plan van Nolli: onder de woorden Piazza Venezia). Dit gebouw werd geleidelijk afgebroken en nadien licht gewijzigd heropgebouwd op zijn huidige locatie tussen de Piazza di San Marco en de Via degli Astalli.
- Palazzo Bolognetti-Torlonia dat destijds aan de oostzijde van het toen nog veel smallere plein lag (op het plan van Nolli: rechts van het woord Venezia) en in de eerste jaren van de  20e eeuw werd afgebroken, samen met vele achterliggende gebouwen. Ter vervanging werd in 1904 het gebouw van de Assicurazioni Generali opgericht maar wel 20 meter meer oostwaarts, waardoor de Via del Corso nu in het midden van het verruimde plein uitmondt. Het gebouw van de Assicurazioni is ontworpen als spiegelbeeld van Palazzo Venezia aan de overzijde van het plein.

Bovendien kan men vanop elke hoger gelegen plaats in Rome het Vittoriano duidelijk zien uittorenen. Met zijn hoogte van 70 (of zelfs 81) meter overtreft het ruimschoots alle andere gebouwen in het centrum van Rome.

### Het uitzicht vanaf het Vittoriano
Door zijn hoge en centrale ligging in Rome heeft men van op het Vittoriano een goed zicht op Rome:
- vanop het eerste en het tweede terras ziet men Piazza Venezia en in het verlengde ervan de Via del Corso tot aan de obelisk op de Piazza del Popolo;
- van op het hoogste zijterras rechts (voor het Vierspan van de Vrijheid): in de richting van de Sint-Pietersbasiliek;
- van op het hoogste zijterras links (voor het Vierspan van de Eenheid): de Via dei Fori Imperiali, de keizerfora, het Colosseum en verderop de beelden op de gevel van de Sint-Jan van Lateranen. Bij helder weer ziet men in de verte ook de Albaanse bergen.
- het dakterras is bereikbaar met een lift die vertrekt aan de achterzijde van de portiek.[31] Van daar geniet men een 360° panoramisch overzicht over de stad en haar omgeving.

## Wetenswaardigheden
- Het Vittoriano was door het fascisme door middel van o.a. films[32] sterk gepromoot als symbool van nationale trots, en had in die periode ook een podium geboden voor talrijke massamanifestaties. Deze link met het fascisme droeg in de decennia nadien sterk bij tot de depreciatie van het monument bij de Italianen. Dit culmineerde in een dubbele bomaanslag aan weerszijden van het monument op 12 december 1969. De daaropvolgende 30 jaar bleef het monument gesloten voor het publiek, en in de jaren 80 van de 20e eeuw gingen er zelfs stemmen op om het gebouw te ontmantelen en van zijn decoratieve elementen te ontdoen. In het begin van de 21e eeuw werd het opnieuw in ere hersteld en toegankelijk gemaakt voor burgers en toeristen.
- Bij de afbraak- en graafwerken op de noordflank van de Capitoolheuvel (zie kopje Realisatie van het monument) werden niet enkel overblijfselen uit de historische periode van de stad ontdekt, maar zelfs beenderen van een mammoet uit het pleistoceen.[33] Tevens ontdekte men een onderaards gangenstelsel dat vermoedelijk dateert uit de periode van keizer Trajanus, en dat in 1943-1944 werd gebruikt als schuilkelder tijdens de bombardementen in de Tweede Wereldoorlog.

## Bezoek
Het Vittoriano kan overdag vrij worden bezocht; van de bezoekers wordt wel een respectvol gedrag geëist. Het gebruik van de lift aan de achterzijde is betalend, evenals het bezoek aan de musea en tentoonstellingsruimtes.'s Nachts is het monument afgesloten; enkel de erewacht bij het graf van de Onbekende Soldaat is dan nog aanwezig op het monument.
De onderaardse gangen (zie hierboven) kunnen op bepaalde tijdstippen worden bezocht onder leiding van een lokale gids.

## Galerij

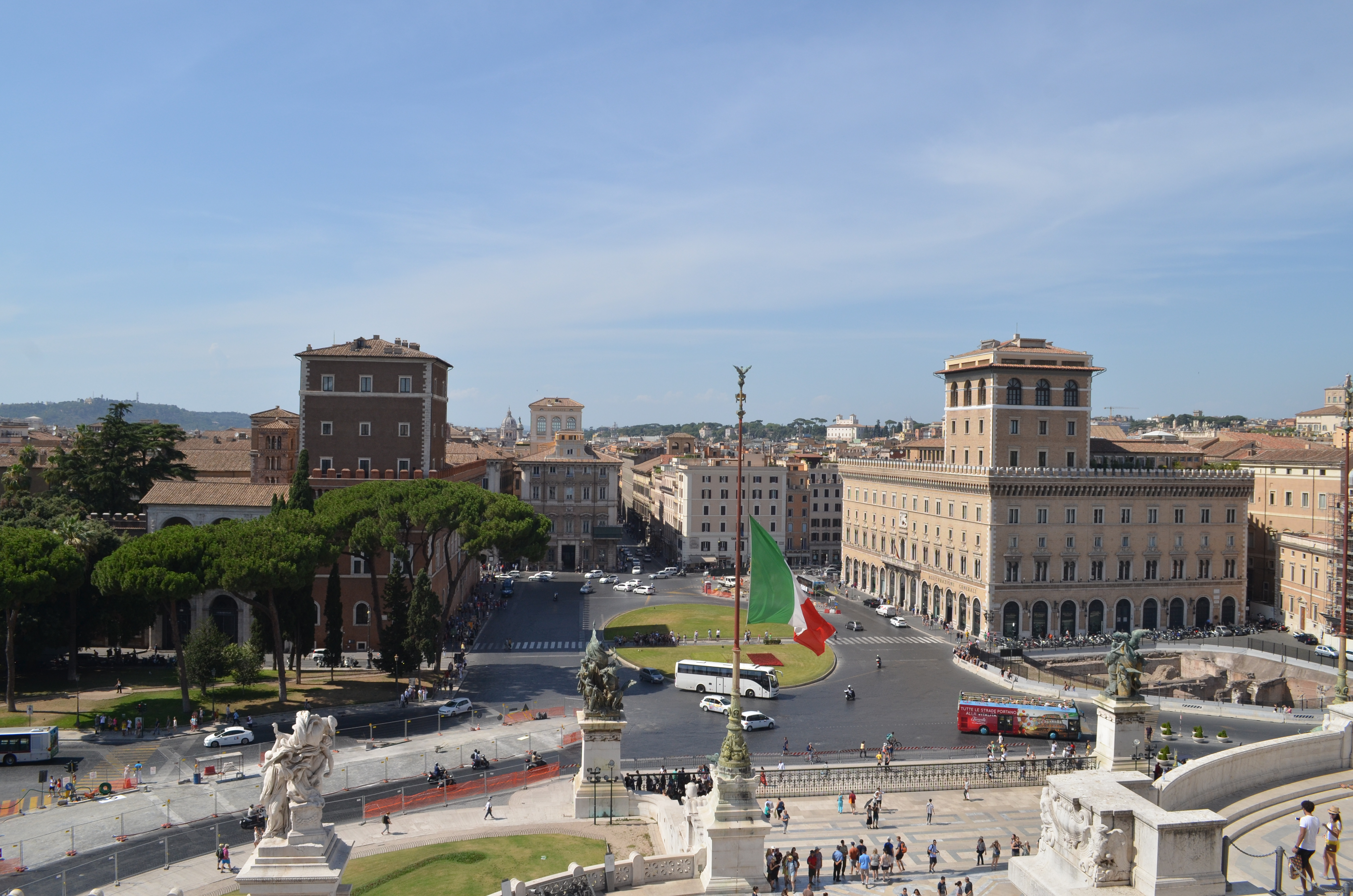
Piazza Venezia gezien vanaf het Vittoriano.
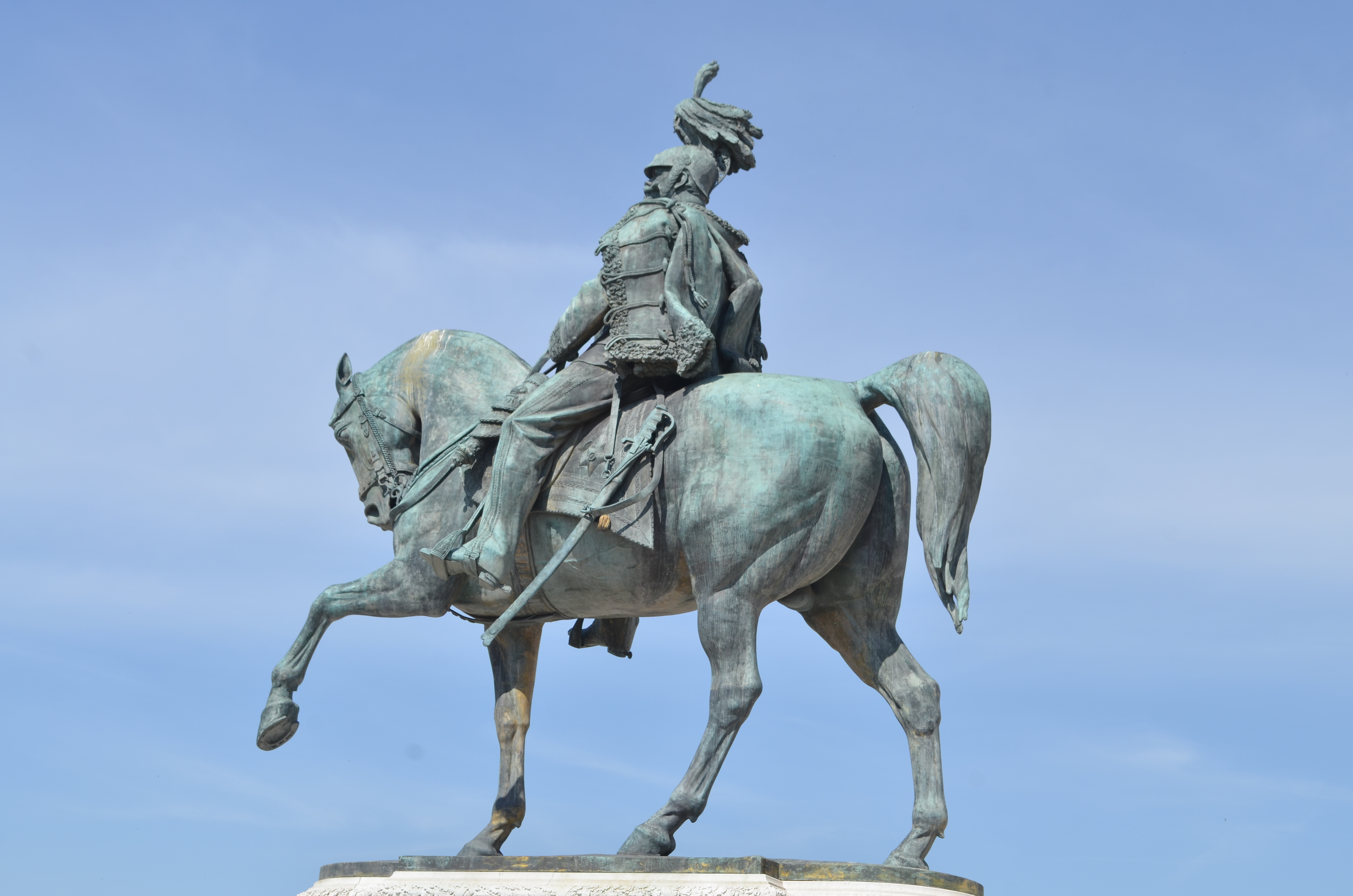
Het ruiterstandbeeld.
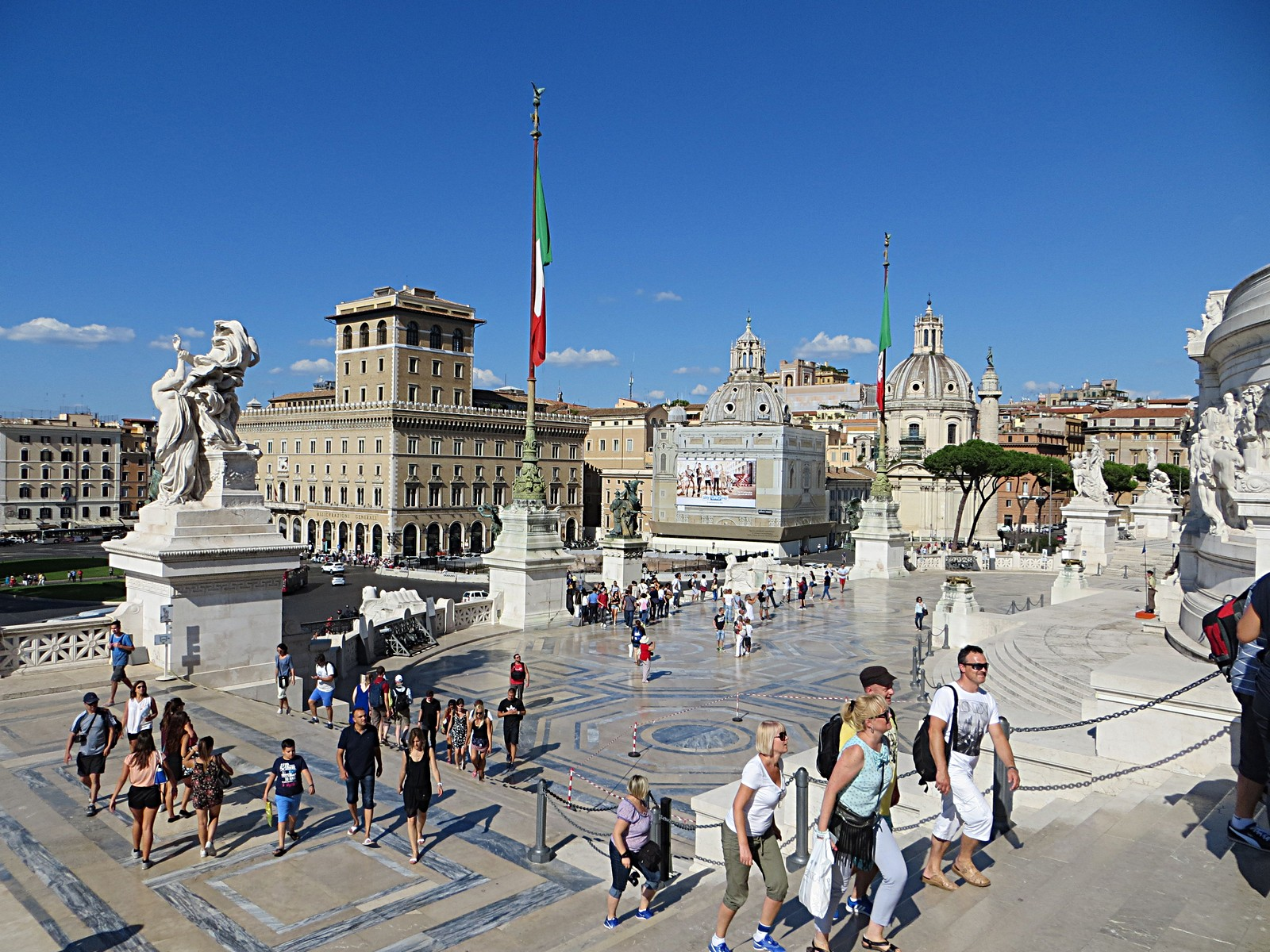
Het eerste terras, voor het Altaar van het Vaderland.
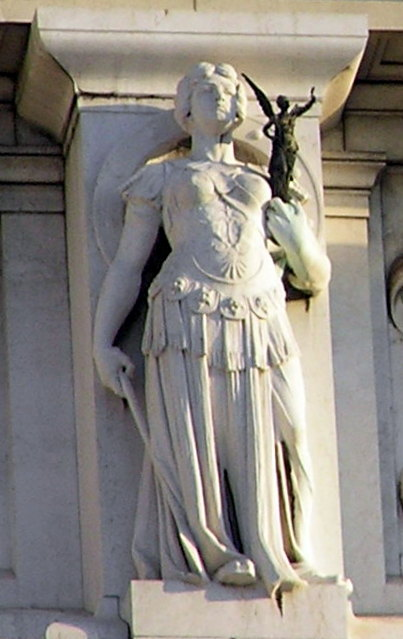
Verpersoonlijking van het gewest Lazio.
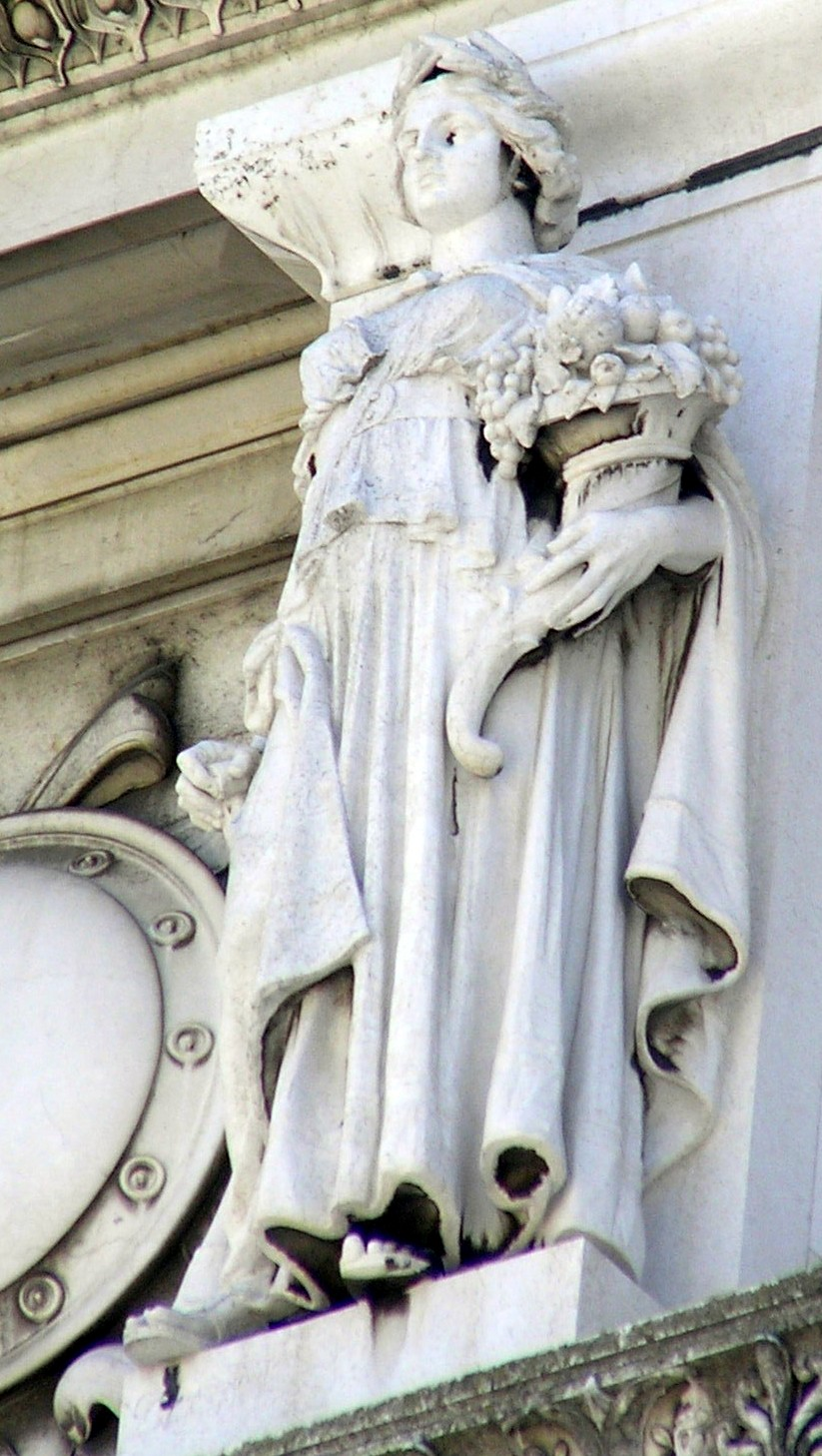
Verpersoonlijking van het gewest Campania.
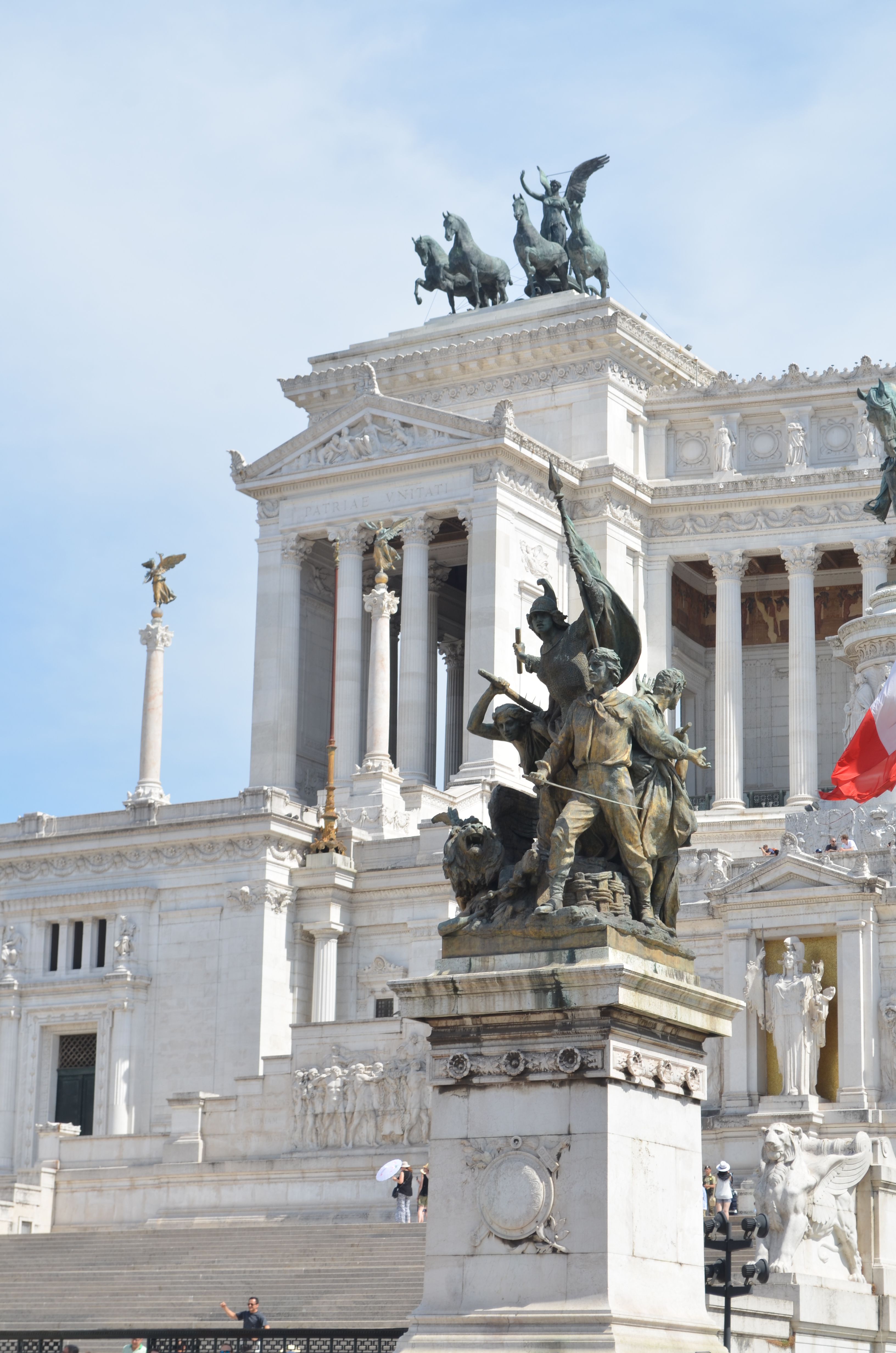
De Actie.
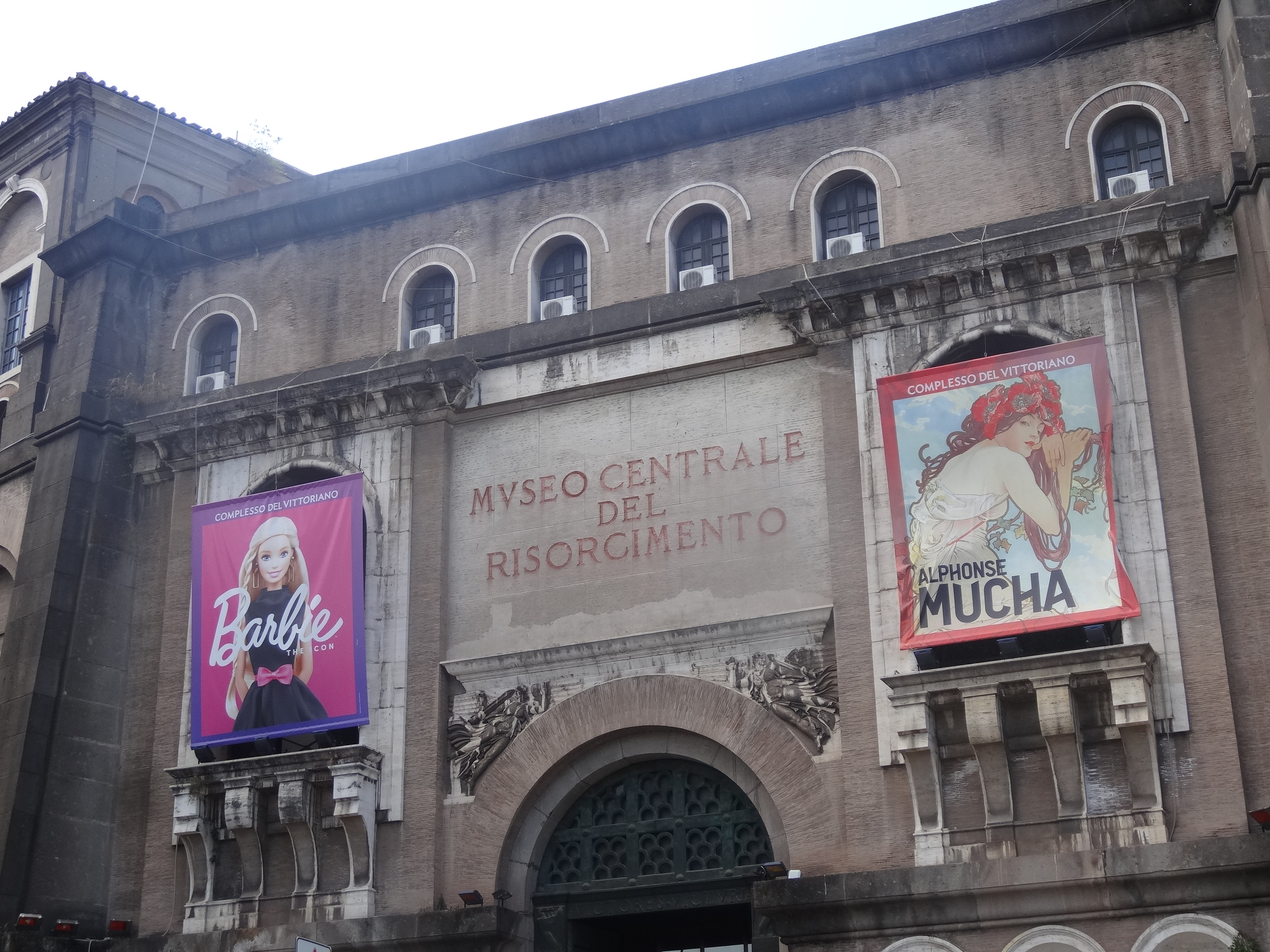
Het Museo Centrale del Risorgimento (2016).
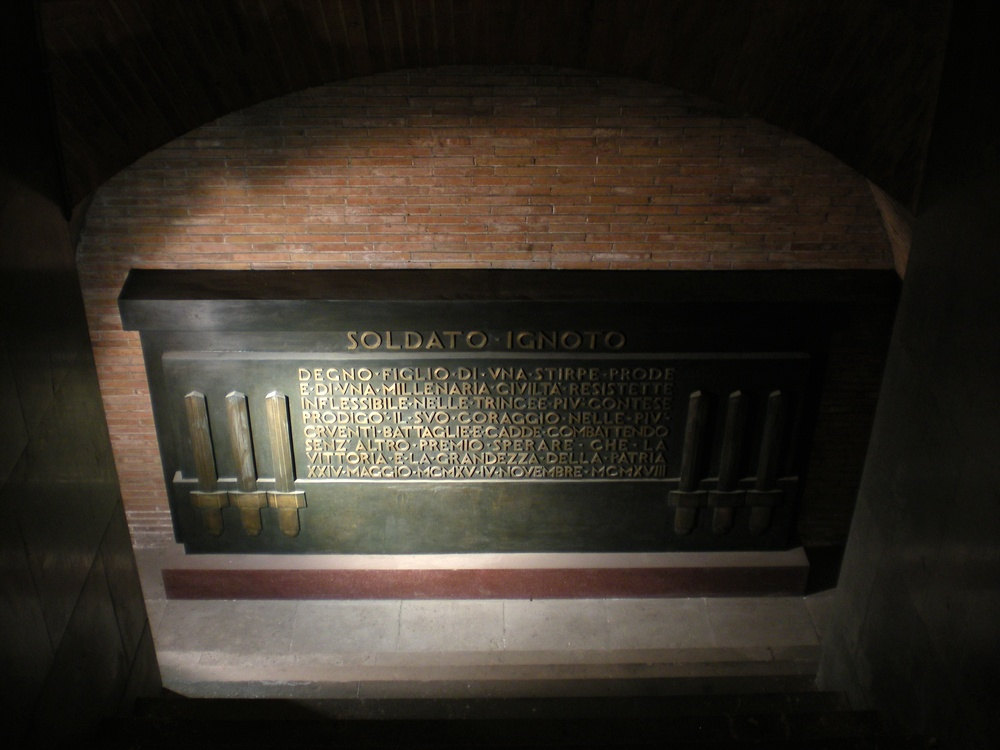
Sarcofaag van de Onbekende Soldaat.

## Geraadpleegde bronnen
- (it) Touring Club Italiano, Guida d'Italia: Roma, p. 189-193, Milano 1993 (8e ed.).
- (it) Vittorio Vidotto (2006). Roma contemporanea. Editori Laterza. ISBN 978-88-420-8133-3. p. 81 en p. 135-137.
- (it) il Vittoriano op de website van il Quirinale, geconsulteerd 6 april 2020.
- (it) Pagina over het Vittoriano op website van het Istituto per la Storia del Risorgimento Italiano, geconsulteerd 6 april 2020.
- (it) Andere website over il Vittoriano op de website van Beni culturali, geconsulteerd op 13 april 2020.
- (it)  Wikipedia: Vittoriano.